# 2007 en littérature
| Années de la littérature : 2004 - 2005 - 2006 - 2007 - 2008 - 2009 - 2010    |
| Décennies de la littérature : 1970 - 1980 - 1990 - 2000 - 2010 - 2020 - 2030 |

Cet article présente les faits marquants de l'année 2007 en littérature.

## Événements
- Une polémique oppose Camille Laurens à Marie Darrieussecq, la première reprochant à la seconde d'avoir emprunté des passages et des scènes de son récit autobiographique Philippe pour écrire son roman Tom est mort, et d'exploiter une douleur qu'elle n'a pas vécue.
- Une vive polémique oppose Christophe Donner et Franz-Olivier Giesbert au sujet de l'attribution du prix Renaudot. Le premier accuse le second d'avoir « manipulé » les délibérations du jury. À la surprise générale, les jurés du Renaudot ont attribué le prix 2007 à un auteur dont le livre ne figurait pas sur la liste des ouvrages sélectionnés.
- L'œuvre de Howard Philips Lovecraft, mort 70 ans auparavant, tombe dans le domaine public dans de nombreux pays (notamment dans l'Union européenne).

## Presse
- Création de Service littéraire, premier journal des écrivains, dirigé par François Cérésa.
- Juin 2007 : Le groupe de presse Cyber Press Publishing est placé en liquidation judiciaire.
- Selon Audipresse, les quotidiens d'information gratuits ont poursuivi en France leur progression avec une hausse de 6,6 % de leur audience en 2007.

## Parutions

### Bande dessinée
1. Mario Alberti (illustrations), Gospé et Sempinny (auteurs), Le Petit Nicolas, Ségolène et les copains, éd. Le Rocher.
2. Mario Alberti (illustrations), Gospé et Sempinny (auteurs), Le Petit Nicolas à l'Élysée, éd. Le Rocher.
3. Pénélope Bagieu, Ma vie est tout à fait fascinante, éd. Jean-Claude Gawsevitch.
4. Patricia Berreby, Tartoucha à Guatanagro contre la brigade anti-gros, éd. Annabet.
5. Enki Bilal, Quatre, éd. Casterman. Fin de sa tétralogie sur son travail de mémoire sur les  Balkans.
6. José-Louis Bocquet, Jean-Luc Fromental et Stanislas, Les Aventures d'Hergé, éd. Reporter.
7. Philippe Buchet (dessin) et Jean-David Morvan (scénario), Sillage, tome 10, éd. Delcourt.
8. Christophe Chabouté, Construire un feu, éd. Vents d'Ouest.
9. Gerry Conway et Ross Andru, L'Intégrale de Spider-Man - tome 13, Éd. Marvel France / Panini Comics. Années 1974-1975.
10. Jean-Philippe Delhomme, Scènes de la vie parentale, éd. Denoël.
11. Denis Deprez et Jean Rouaud, Moby Dick, éd. Casterman.
12. Matthew Diffee (américain), Dessins refusés par le New Yorker, éd. Les Arènes.
13. Franquin, Gaston, Tome 50 : 1957-2007, Éditions Marsu Productions.
14. Jaouen (dessin) et Julien Blondel (scénario), Nova - Tome 1 : Le Châtiment de l'Aurore, éd. du Soleil. Un péplum galactique.
15. Jirô Taniguchi (japonais), La Montagne magique, éd. Casterman.
16. Brigitte Koyama-Richard, Mille Ans de manga, éd. Flammarion. Tout sur l'histoire du manga.
17. Stéphane Levallois, Le Dernier modèle (second album), éd. Gallisol.
18. Jacques de Loustal (dessin) et Philippe Paringaux (texte), Panoramas, éd. Casterman / Christian Debois.
19. Patricia Lyfoung, La Rose écarlate. J'irai où tu iras, éd. Delcourt. Une jeune fille recherche l'assassin de son père. Prix de la Bande dessinée.
20. Masashi Kishimoto, Naruto, volumes 27, 28, 29, 30, 31, 32 rt 33, éd. Shonen Kana. Mangas.
21. Jaime Martin, Ce que le vent apporte, éd. Dupuis. Octobre 1916 en Russie.
22. Linda Medley (américaine), Château l'attente, éd. Çà et là. Roman graphique de type Heroic Fantasy.
23. Julien Neel, Chaque chose, éd. Gallimard/Bayou.
24. Fabien Nury et Sylvain Vallée, Il était une fois en France - Tome 1 : L'Empire de M. Joseph, éd. Glénat.
25. Takeshi Obata et Tsugumi Ohba (japonais), Death Note, éd. Kana. Manga.
26. Isabelle Pralong, L'Éléphant, éd. Vertige Graphic.
27. Anne Robillard, Les Chevaliers d'Émeraude, tome I, éd. Michel Lafon. Une saga, grand prix des lecteurs du Journal de Mickey.
28. Grzegorz Rosiński (dessin) et Yves Sente (scénario), Moi, Jolan, série Thorgal, vol. 30, éd. Le Lombard.
29. Christian Rossi, Xavier Dorison et Fabien Nury : W.E.S.T. 4. Le 46e État, tome IV de la série W.E.S.T.
30. François Schuiten (dessin) et Benoît Peeters (scénario), Les Cités obscures : La Théorie du grain de sable, éd. Casterman.
31. Sempé (français), Sentiments distingués, éd. Denoël.
32. Shaun Tan (australien), Là où vont nos pères, éd. Dargaud.
33. Chris Ware (américain), Acme Novelty Library, éd. Delcourt.
34. Nikola Witko, Le Gros Lot, éd. Carabas.
35. Souillon, Maliki, Broie la vie en rose, éd. Ankama.

### Biographies
1. André Bernard, Sacha Guitry, une vie de merveille, Éditions Omnibus.
2. François Bon, Bob Dylan une biographie, éd. Albin Michel.
3. Dominique Bona, Camille et Paul, la passion Claudel, éd. Grasset. Portraits croisés de deux artistes aux tempéraments opposés.
4. Jean-Claude Bourbon (journaliste) et Jacques-Olivier Martin (journaliste), Robert Louis-Dreyfus. Les aventures d'un Don Juan des affaires, éd. Patrick Robin.
5. Henri de Breteuil, Marquis de Breteuil - Journal secret, 1886-1889, présenté et annoté par Dominique Paoli, éd. Mercure de France. Un grand aristocrate de la fin du XIXe siècle, une plongée au cœur des familles princières.
6. Jean-Dominique Brierre, Le Mystère Luchini, éd. Plon.
7. Elvire de Brissac, Il était une fois les Schneider, 1871-1942, éd. Grasset. Histoire de la dynastie des Schneider.
8. Vincent Brunner et Christophe Miossec, En quarantaine, éd. Flammarion. Biographie de Christophe Miossec.
9. Jerome Charyn (américain), Sténo sauvage : La vie et la mort d'Isaac Babel, traduit par Marie-Pierre Castelnau-Bay, éd. Mercure de France, avril. Carnet de notes.
10. Pietro Citati (italien), La Mort du papillon, Zelda et Francis Scott Fitzgerald, éd. L'Arpenteur.
11. Claude Delay, Giacometti, Alberto et Diego, l'histoire cachée, éd. Fayard.
12. Jacques Demornex, Lucien Lelong, l'intemporel, éd. Le Promeneur. Un couturier de l'entre-deux-guerres, photographies anciennes de Beaton, Hoyningen-Huene et Horst, illustrations de Gruau et Bérard.
13. Michel Drucker, Mais qu'est-ce qu'on va faire de toi ?, éd. Robert Laffont. Autobiographie.
14. Anne Egger, Robert Desnos, éd. Fayard. Poète surréaliste, mais aussi, auteur de chansons, peintre, critique de cinéma, animateur à la TSF et pionnier de la publicité.
15. Olivier Frébourg, Roger Nimier : Trafiquant d'insolence, éd. La Table Ronde, mars.
16. Dominique Garban, Jacques Rouché, l'homme qui sauva l'Opéra de Paris, éd. Somogy.
17. Jeff Gerth et Don Van Natta, Hillary Clinton, histoire d'une ambition, éd. JC Lattès.
18. Gilbert Guez, Hollywood for ever, éd. Ramsay. Portraits de nombreux artistes.
19. Judith Housez, Marcel Duchamp, éd. Grasset. Un des artistes majeurs du dadaïsme.
20. Pierre Kalfon, Pampa, éd. Le Seuil. Biographie romancée d'Auguste Guinnard, un aventurier français du XIXe siècle. Le parcours dramatique de Chris McCandless.
21. Jon Krakauer (américain), Into the wild : voyage au bout de la solitude, éd. Presses de la Cité, novembre.
22. Francis Lacassin, Mémoires. Sur les chemins qui marchent, éd. du Rocher. Découvreur des grands auteurs du XXe siècle chez 10-18 puis pour la collection Bouquins.
23. Jean-Yves Le Naour, Claire Ferchaud, la Jeanne d'Arc de la Grande Guerre, éd. Hachette Littératures.
24. Violette Leduc, choix et présentation de Carlo Jansiti, Violette Leduc, correspondance 1945-1972, éd. Gallimard, les Cahiers de la NRF.
25. Valérie Lehoux, Barbara, portrait en clair-obscur, éd. Fayard / Chorus.
26. Leslie Lemarchal : Mon frère, l'artiste Grégory Lemarchal, éd. Michel Lafon.
27. Jacques Lorcey, Tout Guitry de A à Z, éd. Atlantica.
28. Alain Mabanckou, Lettre à Jimmy, éd. Fayard. Biographie sur James Baldwin.
29. Paul Marcus, Henri Caillavet, un esprit libre, éd. Le Cherche-Midi.
30. Laurent Mérer  (vice-amiral d'escadre), Préfet de la mer, éd. des Équateurs, juin. Autobiographie
31. Macha Méril (actrice), Un jour, je suis morte, éd. Albin Michel, décembre. Autobiographie
32. Christian Merlin, Richard Strauss, mode d'emploi, éd. L'Avant-Scène Opéra.
33. Nana Mouskouri, Mémoires - La Fille de la Chauve-souris, éd. XO.
34. Philippe Noiret, Mémoire cavalière, éd. Robert Laffont. Cinquante ans de souvenirs.
35. Victoria Ocampo (argentine), Drieu, traduit par André Gabastou, préface de Julien Hervier, éd. Bartillat. Biographie de Pierre Drieu la Rochelle par une des amantes (1929-1931) puis amie, jamais publiée en France.
36. François Pédron, Alfred Jarry, le cycliste de Montmartre, illustrations Jack Russell, éd. de La Belle Gabrielle.
37. Patrick Poivre d'Arvor en collaboration avec Hugo Image : Lady Di.
38. Alain Perceval, Grégory, le petit prince au destin brisé, éd. Alphée.
39. Philippe Reinhard, Brice Hortefeux le mécano de Sarko, éd. Le Cherche Midi.
40. Éric Revel, En quel honneur ?, Timée éd..
41. Ginou Richer, Piaf, mon amie, préface de Charles Aznavour, éd. Denoël. Souvenirs de celle qui fut la secrétaire et l'amie confidente d'Édith Piaf pendant quinze ans.
42. Dominique de Roux, La Mort de L.-F. Céline, éd. La Table ronde.
43. Mathias Rubin, Rassam le magnifique, éd. Flammarion, 2007.
44. Ève Ruggieri, Pavarotti, éd. Michel Lafon.
45. Olivia Ruiz, L'Oiseau piment, éd. Textuel. Mémoires de la chanteuse.
46. Anne Salomon, Ils étaient une fois, éd. La Martinière. Des instants de biographie de 21 personnalités.
47. Henry-Jean Servat, Maria Callas, éd. Albin Michel. Un livre album.
48. Ghislaine Sicard-Picchiottino, François Coty, un industriel corse sous la IIIe République, éd. Albania.
49. Rémi Soulié, Péguy de combat, éd. Les Provinciales.
50. Jordi Soler, Les Éxilés de la Mémoires.
51. Georges Valance, Tiers, bourgeois et révolutionnaire, éd. Flammarion.

### Essais
- Jean-Michel Barrault, Pirates des mers d'aujourd'hui, éd. Gallimard.
- Éric Brian et Marie Jaisson, Le sexisme de la première heure.Hasard et sociologie, éd. « Raisons d'agir ».
- Éric Chevillard, Sans l'orang-outan, Les Éditions de minuit.
- Thérèse Delpech, Le Grand perturbateur : Réflexions sur la question iranienne, éd. Grasset.
- John Dickie, Cosa Nostra : L'histoire de la mafia Sicilienne, préface d'Anne-Marie Carrière, éd. Buchet-Chastel, janvier.
- Sylvia Desazar de Montgailhard (universitaire ESSEC), Madrid et le monde. Les tourments d'une reconquête, éd. Ceri Autrement.
- Andrea Dworkin (préf. Catharine MacKinnon), Pouvoir et violence sexiste, Montréal, Sisyphe, coll. « Contrepoint », 2007, 126 p.  (ISBN 2923456076 et 978-2923456072), notice éditeur.
- Pascal Fioretto, Et si c'était niais ?, éd. Chiflet.
- Olivier Germain-Thomas, Bénarès-Kyoto. Prix Renaudot Essai 2007.
- Pierre Lévy-Soussan (psychiatre), Éloge du secret, éd. Hachette-Littératures.
- Michel Maffesoli (universitaire), Réenchantement du monde, éd. La Table ronde.
- Nicole Mosconi et Biljana Stevanovic, Genre et avenir, éd. L'Harmattan.
- Victor N'Gembo-Mouanda, École Africaine, Éditions Le Manuscrit.
- Marylène Patou-Mathis, Une mort annoncée. À la rencontre des Bushmen, éd Perrin. Les derniers chasseurs-cueilleurs d'Afrique.
- Roberto Saviano (italien), Gomorra : Dans l'empire de la camorra, traduit par Vincent Raynaud, éd. Gallimard, octobre.
- Wassyla Tamzali, Une éducation algérienne : de la révolution à la décennie noire, éd. Gallimard
- Sylvain Tesson, Éloge de l'énergie vagabonde, Éditions des Équateurs. Témoignages de l'écrivaine-voyageuse.

#### Culture

##### Cinéma
- Michel Cieutat et Christian Viviani, Pacino-De Niro, éd. Nouveau Monde.
- Éric Fottorino, Baisers de cinéma, éd. Gallimard.
- Françoise Hache-Bissette, Fabien Boully, Vincent Chenille et collectif, James Bond (2)007 : Anatomie d'un mythe populaire, éd. Belin.

##### Livres d'Art et sur l'art
- La Grande Histoire de l'Art, ouvrage collectif, éd. Le Figaro, 24 tomes.
- Illustrations de Pat Andrea sur le texte de Lewis Carroll, Alice au pays des merveilles : De l'autre côté du miroir, traduit par Henri Parisot, préface de Marc Lambron, éd. Diane de Selliers.
- « Le Dit du Genji », ouvrage japonais du XIe siècle, éd. Diane de Selliers. Mettant en scène la vie d'un prince impérial, il comporte cinq cent vingt peintures japonaises et autant de commentaires iconographiques.
- Pierre Assouline, Le Dernier des Camondo, éd. Gallimard, coll. Folio.
- Jean-Christophe Bailly, L'Atelier infini, 30 000 ans de peinture, éd. Hazan, prix du Mai du livre d'art.
- Charles Baudelaire, Les Fleurs du Mal (réédition retravaillée), éd. Dianne de Selliers. 185 reproductions d'illustrations par la peinture symboliste et décadente du XIXe siècle.
- Héliane Bernard et Alexandre Faure, Guernica, éd. Michalon. Livre sur la genèse du tableau.
- Pierre Cabanne (critique et historien d'art), Le Scandale dans l'art, éd. la Différence, Matières d'images. L'histoire exhaustive du scandale dans l'art.
- Claire Cantais, Victoire s'entête, éd. L'Atelier du poisson soluble. Une vision nouvelle de la Victoire de Samothrace.
- Jean-François Chaigneau, Le Roman vrai des chefs-d'œuvre, éd. Tallandier. L'histoire de treize tableaux dont La Joconde, L'Enfer, Guernica, Le Jugement dernier, Autoportrait à l'oreille coupée…
- Jean Clair, Malaise dans les musées, éd. Flammarion.
- Claude Delay, Giacometti, Alberto et Diego, l’histoire cachée, éd. Fayard.
- Patrick Favardin, Steiner et l'aventure du design, Paris, Éditions Norma.
- sous la direction de Marie-Noëlle de Gary, photographies de Jean-Marie del Moral, La Demeure d'un collectionneur, éd. des Arts décoratifs, novembre.
- Claire d'Harcourt, Des larmes aux rires. Les émotions et les sentiments dans l'art, éd. Le Funambule, prix du Mai du livre d'art jeunesse.
- Claude Jeancolas (historien d'art), L'Art fauve, éd. FWW.
- Jane Kallir, Egon Schiele, erotica, éd. Anthèse. Vingt chefs-d'œuvre lithographiques érotiques en édition luxueuse.
- Serge Lemoine, L'Art moderne et contemporain, éd. Larousse.
- George Michell, Splendeurs mogholes, éd. Gallimard, novembre.
- François Robichon et Bernard Giovanangeli, Édouard Detaille : Un siècle de gloire militaire, éd. Ministère de la Défense.
- Steffi Roettgen, Les Fresques italiennes du baroque aux lumières, éd. Citadelles & Mazenod, décembre.
- Pierre Rosenberg, En Amérique seulement, éd. Skira. Les œuvres d'art des musées et des collections américains.
- Greg Soussan (photographie) et Marie-Laure Lesage (textes), Anonymes, éd. Alternatives. Photographies de personnages de la rue portant un masque blanc.
- C. Troyen, J. Barter et J. Comey : Edward Hopper, éd. Flammarion. Un livre de référence sur cet artiste de la société américaine des années 1920 aux années 1940, chef de file du précisionnisme.
- Sous la direction de Vincent Lefèvre et Marie-France Boussac, Chefs-d'œuvre du delta du Gange, éd. RMN-Musée Guimet, collections des musées du Bangladesh. Catalogue de l'exposition annulée
- Fabienne Verdier, Entre ciel et mer, éd. Albin Michel. Recherche sur la calligraphie chinoise.
- Jean-Noël von der Weid, Le Nu dans l'art, éd. Solar. Une recherche sur le temps, l'angoisse, la mort et la sexualité.
- Stefano Zuffi, Les Chats dans l'art, éd. de la Martinière.
- Artisans et métiers d'art de Paris, éd. Gallimard, guide hors série.
- Calendrier Pirelli 2008 : Les Dames de Shangaï, éd. Pirelli, novembre.

##### Architecture
1. Katerina Azarova (russe), L'Appartement communautaire - L'histoire cachée du logement soviétique, éd. du Sextant. Une plongée au cœur du collectivisme soviétique au quotidien avec une approche historique, théorique, urbanistique avec de nombreuses photographies.
2. Amy Dempsey, Destination : Art, éd. Thames & Hudson. Les œuvres d'art conçues spécifiquement pour un lieu.
3. Olivier Godet :: Patrimoine reconverti, du militaire au civil, éd. Scala. Reconversion au civil des bâtiments vendus par l'armée française depuis la fin des années 1980.
4. Peter Gössel, Modern Architecture, 2 tomes, éd. Taschen. 566 architectes du XVIIIe au XXIe siècle.
5. Philip Jodidio, Calatrava. Complete Works, 1979-2007, éd. Taschen. Tout sur le travail de cet architecte contemporain.
6. Vincent Jolivet, Ruines italiennes, éd. Gallimard. Photographies des collections Fratelli Alinari.

##### Photographie
1. LeRoy Grannis (photographies), Steve Barilotti, Jim Heimann, LeRoy Grannis. Surf Photography of 1960s and 1970s, éd. Taschen.
2. Yann Arthus-Bertrand, Reporters sans frontières - Yann Arthus-Bertrand, éd. Reporters sans frontières. Cent photos vues du ciel.
3. Bernard Chambaz, Les Vingt glorieuses, photographies de Paul Almasy, éd. Le Seuil.
4. Robert Doisneau, Doisneau rencontre Cendrars, éd. Buchet-Chastel.
5. sous la direction d'André Gunthert et Michel Poivert, L'Art de la photographie, des origines à nos jours, éd. Citadelles & Mazenod. Une histoire de la photographie par dix spécialistes.
6. Gilles Mora, La Photographie américaine 1958-1981, éd. Le Seuil. Une anthologie visuelle et critique, prix Nadar décerné par les Gens d'images.
7. Michael Poliza, Eyes Over Africa, éd. teNeues Publishing Company. L'Afrique vue d'hélicoptère et à basse altitude.
8. Fazal Sheikh, Ladli, éd. Steidl. Livre de photographie traitant de l'abandon des fillettes en Inde.
9. Andrew Zuckerman, Un monde singulier, éd. de la Martinière. Portraitiste d'animaux.

#### Écologie
1. Jean Jouzel et Anne Debroise, Le Climat : jeu dangereux, éd. Dunod.
2. Wangari Maathai, Celle qui plante les arbres, éd. Héloïse d'Ormesson, octobre.
3. Jean-Marie Pelt, La Solidarité chez les plantes, les animaux, les humains, écrit en collaboration avec Franck Steffan, éd. Le Livre de poche.
4. Jean-Marie Pelt, C'est vert et ça marche, éd. Fayard.
5. Lucia Simion, Antarctique, cœur blanc de la Terre, éd. Bellin.
6. Nicolas Vanier, Mémoires glacées, éd. XO.
7. L'Encyclopédie des graminées, éd. du Rouergue. Les 1 000 herbes parmi les plus ornementales.
8. La Planète des bactéries, préface du professeur Patrice Debré, Cirad.
9. Claude Allègre, Ma Vérité sur la planète
10. Cécile Philippe, C'est trop tard pour la terre

#### Économie
1. Charles Beigbeder, Énergie positive, éd. du Toucan. Une profession de foi pour le goût de l'effort, pour le risque d'entreprendre et pour la croyance affirmée dans le libéralisme.
2. Brigitte Bourny et Dominique Silberstein (photographe), Des épices au parfum, éd. Aubanel. Les enjeux économique des épices pour les parfums.
3. Alan Greenspan (économiste américain), Le Temps des turbulences, éd. Lattès.
4. Denis Olivennes, La Gratuité c'est le vol, éd. Grasset. Sur le thème du téléchargement sur Internet.
5. Sylvain Tesson, photographies de Thomas Goisque, L'Or noir des steppes, éd. Arthaud. Le réseau des pipelines caucasiens depuis la mer d'Aral jusqu'à la mer Caspienne et la Turquie.
6. David Thesmar et Augustin Landier : Le Grand méchant marché
7. Pascal Salin, Français, n'ayez pas peur du libéralisme

#### Éducation et l'enfance
1. Dominique Agniel, Viens voir comment vivent les hommes - L'enfant qui dit non à l'école, éd. des Équateurs.
2. Jacques Bissot et Denis Lensel, Atout Famille, éd. Presses de la Renaissance. Réflexion sur la famille en tant que cadre affectif essentiel à l'épanouissement des personnes et unité économique et culturelle.
3. Jean Clair, Malaise dans les musées, éd. Flammarion. Pourquoi emmener les enfants au musée ?
4. Christiane Collange, Sacrées grands-mères, éd. Robert Laffont. Le rôle des grands-mères aujourd'hui.
5. Sous la direction de Alain Finkielkraut, La Querelle de l'école, Éd. Stock. Somme d'entretiens issue de l'émission  Répliques sur France Culture.
6. sous la direction de Patrice Huerre et François Marty, Alcool et adolescence. Jeunes enquête d'ivresse, éd. Albin Michel.
7. Michel Lecendreux, Eric Konofal, Monique Touzin, Marie-Christine Mouren, L'hyperactivité : T.D.A.H., éd. Solar.
8. Francine Lussier, 100 Idées pour mieux gérer les troubles de l'attention, éd. Tom Pousse.
9. Erik Orsenna, La Révolte des accents, éd. Stock. Une épopée linguistique.
10. Jean Paulhan, Lettres de Madagascar 1907-1910, éd. Claire Paulhan. Son expérience en tant que professeur de lettres au collège de Tananarive.
11. Patrick Rambaud, La Grammaire en s'amusant, éd. Grasset. Une « grammaire lisible » sous la forme d'un dialogue de l'auteur avec un enfant de sept ans.
12. Jean Rohou, La Langue, l'école, série « Fils de Plouc », vol. 2, éd. Ouest-France.
13. Marcel Rufo et Marie Choquet, Regards croisés sur l'adolescence, sa diversité, son évolution, éd. Anne Carrière.
14. Marcel Rufo, La Vie en désordre, éd. Anne Carrière.
15. Marie-Claude Saiag, Stéphanie Boulac et Manuel Bouvard, Comment aider mon enfant hyperactif, éd. Odile Jacob.

#### Géopolitique
1. Michel Barnier, Atlas pour un monde durable, éd. Acropole.
2. Nicolas Beau, Catherine Graciet, Quand le Maroc sera islamiste, éd. La Découverte.
3. Marie-Claire Bergère, Capitalismes & capitalistes en Chine, éd. Perrin.
4. Hervé de Carmoy, L'Euramérique, Presses universitaires de France
5. Philippe Chesnay, Pinochet, l'autre vérité, Éd. Jean Picollec.
6. Gérard Claude, La Méditerranée. Géopolitique et relations internationales, éd. Ellipses.
7. Jean-Arnault Dérens et Laurent Geslin, Comprendre les Balkans. Histoire, sociétés, perspectives, éd. Non Lieu.
8. Jean-Luc Domenach, Comprendre la Chine d'Aujourd'hui, éd. Perrin, février 2007.
9. Vladimir Fédorovski, Le Fantôme de Staline, ou le Secret Poutine.
10. Guy-Philippe Goldstein, Babel minute zéro, éd. Denoël. Cyberespace et sécurité internationale.
11. Mathieu Guidère, Manuel du recrutement d'al-Qaida, éd. Le Seuil.
12. Alain Guillemoles et Alla Lazareva, Gazprom, le nouvel empire, éd. Les Petits Matins.
13. Randa Habib, Hussein père et fils, trente années qui ont changé le Moyen-Orient, éd. L'Archipel.
14. Jean Hatzfeld, La Stratégie des antilopes, éd. Le Seuil. Essai sur la tragédie du Rwanda.
15. François Heisbourg, Iran, le choix des armes, éd. Stock. Par un spécialiste des questions internationales et de stratégie sur le thème de l'accès à la bombe atomique.
16. Alexandra de Hoop Scheffer, Hamlet en Irak, CNRS Éditions. Analyse de la stratégie américaine en Irak et de son évolution, des années 1990 à l'administration G.W. Bush.
17. Moustafa Khalifé, La Coquille, éd. Actes Sud / Sindbad. Un témoignage sur ses douze ans de prison en Syrie et sur les ressorts du militantisme islamiste par un arabe chrétien.
18. Denis Lacorne, De la religion en Amérique, éd. Gallimard. Essai d'histoire politique sur l'exemption religieuse américaine depuis 1972 et son impact politique.
19. Yves Lacoste, Atlas géopolitique, éd. Larousse.
20. Stéphane Marchand, Quand la Chine veut vaincre, éd. Fayard. Analyse de l'impérialisme chinois.
21. Lorraine Millot, La Russie nouvelle, éd. Actes Sud.
22. Nicolas Roussellier, L'Europe des traités - De Schuman à Delors, CNRS éditions.
23. Jean-François Sabouret, L'Empire de l'intelligence, éd. CNRS.
24. Thierry Sanjuan, Atlas de la Chine : Les mutations accélérées, éd. Autrement, septembre.
25. sous la direction d'Anne de Tinguy, Moscou et le Monde, éd. CERI autrement.
26. Thierry Wolton, Le KGB au pouvoir, éd. Buchet-Castel.

#### Histoire
1. Roberto Barbieri, ouvrage collectif : Atlas historique du Moyen Âge occidental, éd. du Rouergue. La culture médiévale occidentale en 57 thèmes.
2. Marie-Françoise Baslez, Les Persécutions dans l'Antiquité, victimes, héros, martyrs, éd. Fayard. 21e prix Chateaubriand histoire et littérature.
3. Caroline Arnould-Béhar (archéologue), La Palestine à l'époque romaine, éd. Les Belles Lettres. Les mutations du territoire entre le Ier siècle av. J.-C. et le IIIe siècle.  (ISBN 2251410368)
4. Henri Béraud, préface de Pierre Assouline, postface de Pierre Mac Orlan, Le Flâneur salarié, éd. Bartillat. Recueil de dix-neuf reportages effectués entre 1919 et 1925, un grand reporter de l'entre-deux-guerres.
5. Jean-Marc Berlière et Franck Liaigre, Liquider les traîtres : la face cachée du PCF 1941-1943, éd. Robert Laffont. La sombre histoire et la vérité sur le groupe Valmy.
6. Louis Binz (archiviste), Les Visites pastorales du diocèse de Genève par l'évêque Jean de Bertrand (1411-1414). Une foule d'informations sur la société rurale de début du XVe siècle sur un territoire de 455 paroisses s'étendant sur 6 800 km2.
7. Jesse Byock (universitaire américain), préface de Jacques Le Goff, L'Islande des Vikings, traduit par Béatrice Bonne, éd. Flammarion.
8. Paolo Cau, Les Cent Plus Grandes Batailles d'histoire de l'Antiquité à nos jours, éd. Place des Victoires.
9. Andreas Cellarius (allemand), Harmonica Macrocosmica, réédition par Robert van Gent, éd. Taschen.
10. Livre collectif sous la direction d'Antoine Corbin, Histoire du christianisme : Pour mieux comprendre notre temps, Éditions du Seuil. Synthèse de l'histoire de la religion chrétienne (dates, figures dominantes, influences).
11. Laurent Chollet, La Révolte en image, mai 1968, éd. Hors Collection.
12. Sous la direction de Stéphane Courtois, Dictionnaire du communisme, éd. Larousse. Suite de la « Déconstruction » du « mythe communiste » entamée avec Le Livre noir du communisme avec l'analyse de ce système de pensée depuis Babeuf jusqu'à aujourd'hui.
13. Jean Delmas, La Bataille d'Alger, éd. Larousse.
14. Christophe Deroubaix, Gérard Le Puill, Alain Raynal (journalistes), Les Vendanges de la colère, éd. Le Diable Vauvert. Sur les manifestations dans le Languedoc au printemps 1907
15. Jean-Pierre Dufreigne, Napoléon III - Un si charmant jeune homme volume 1, éd. Plon. Roman historique.
16. Jean-Louis Fetjaine, Mai 68 : Le pavé, éd. Fetjaine, octobre.
17. Alexandre Dumas, Chroniques napolitaines d'hier et d'aujourd'hui (réédition), éd. Pygmalion. Témoignages d'époque sur Naples et sa région.
18. Orlando Figes (anglais), La Révolution russe (1891-1924) : la tragédie d'un peuple, traduit par Pierre-Emmanuel Dauzat, éd. Denoël. Les origines de la prise de pouvoir par les léninistes et ses conséquences.
19. Max Gallo, Louis XIV, le Roi-Soleil, XO éditions, septembre.
20. Max Gallo : Louis XIV, l'hiver du grand roi, XO éditions, novembre.
21. Max Gallo (texte), De Gaulle, les images d'un destin, éd. Le Cherche Midi. Mille photographies et témoignage d'Yves Guéna.
22. R.G. Grant et Dan Snow, Batailles, les plus grands combats de l'Antiquité à nos jours, éd. Flammarion.
23. Vassili Grossman (1905-1964, russe), Carnets de guerre. De Moscou à Berlin, 1941-1945, textes choisis et présentés par Antony Beevor et Luba Vinogradova, traduit par Catherine Astroff et Jacques Guiod, éd. Calmann-Levy. Témoin de Stalingrad et de l'« horrible vérité » de Treblinka.
24. Mark Grosset, Les Années Staline, éd. Chêne.
25. Marie-Joëlle Guillaume, Un printemps de gloire : Souvenirs de Catherine, Marquise de Rambouillet, éd. La Table Ronde. Le salon de la Marquise de Rambouillet au XVIIe siècle.
26. Jacques Hussenet (direction), Détruisez la Vendée !, Centre vendéen de recherches historiques.
27. Tony Judt, Après-guerre. Une histoire de l'Europe depuis 1945, éd. Armand Colin. Analyses présentées du seul point du vue économique et social.
28. Marie-Georges Lamarque, Savoie Autrefois, éd. Cléopas.
29. Henry de Lumley, La Grande Histoire des premiers hommes européens, éd. Odile Jacob.
30. Patrick Mahé, La Télévision autrefois, éd. Hoëbeke. La saga de la télévision française depuis ses débuts.
31. Bernard Marck, Héros et héroïnes de l'aviation, éd. Arthaud.
32. Florence Maruéjol, Thoutmosis III et la corégence avec Hatchepsout, Paris, Pygmalion, 2007.
33. Livre collectif sous la direction de Georges Nivat, Les Sites de la mémoire russe - Tome I. Géographie de la mémoire russe, éd. Fayard.
34. François d'Orcival, Le roman de l’Élysée, éd. du Rocher.
35. Rémy Pech et Jules Maurin, 1907 - Les Mutins de la République - La Révolte du Midi viticole, éd. Privat
36. Guy Pervillé, La guerre d'Algérie, Presses universitaires de France.
37. Jean-Marie Pontaut et Éric Pelletier, Chronique d'une France occupée. Les Rapports confidentiels de la gendarmerie 1940-1945, éd. Michel Lafon.
38. Jean Rouaud, Préhistoires, éd. Gallimard. Une préhistoire revisitée sur le thème sur la genèse de l'art pariétal.
39. Anne Thoraval, Paris. Les lieux de la Résistance, Parigramme.
40. Enzo Traverso (italien), À feu et à sang, de la guerre civile européenne, 1914-1945, éd. Stock.
41. Gilles van Grasdorff, La Belle histoire des missions étrangères, 1658-2008, éd. Perrin.
42. Dominique Venner, Les Blancs et les Rouges - Histoire de la guerre civile russe 1917-1921, éd. du Rocher, réédition revue et complétée. Sur la guerre civile russe.
43. Paul Veyne, Quand notre monde est devenu chrétien (312-394), éd. Albin Michel. Portrait de l'empereur Constantin qui prit le parti de la chrétienté.
44. Actes de colloque : Aristide Briand, la Société des Nations et l’Europe (1919-1932), Presses universitaires de Strasbourg.

#### Informatique, internet et technologies
1. Clarisse Herrenschmidt, Les Trois Écritures : Langue, nombre, code, éd. Gallimard.
2. Florence Lautrédou et Denis Terrien, Enquête sur les libérateurs d'énergie, éd. Vuibert. Le management par les « réseaux interactifs ».
3. Gilles Lipovetsky et Jean Serroy, L'Écran global, éd. Le Seuil. La colonisation du monde par les écrans.
4. Marcus Du Sautoy (américain), La Symphonie des nombres premiers, traduit par Raymond Clarinard, éd. Points / Sciences.

#### Littérature
1. François Bott, Femmes de plaisirs, éd. Le Cherche Midi, février. Marquise de Sévigné, Mme Récamier, Colette, Louise de Vilmorin, Arletty, Françoise Sagan, Marquise de Tencin.
2. Peter Boxall, Les 1001 livres qu'il faut avoir lu dans sa vie, éd. Flammarion.
3. Daniel Compère, Dictionnaire du roman populaire francophone, préface Pascal Ory, éd. Nouveau monde. Cinq cents articles.
4. Charles Dantzig, Dictionnaire égoïste de la littérature française, éd. Grasset.
5. Gustave Flaubert, De Gustave Flaubert, tome V, éd. Gallimard, La Pléaïde.
6. Henri Gourdin, Léopoldine, l'enfant-muse de Victor Hugo, éd. Presses de la Renaissance.
7. Robert Kopp en collaboration avec Jean Clair, De la mélancolie, éd. Gallimard.
8. Francis Lacassin, L'Aventure en bottes de sept lieues, éd. du Rocher. Biographies de douze écrivains-aventuriers, dont Jack London, le père Huc, Victor Révillon, Alexandra David-Néel, Titaÿna, Albert Londres et Joseph Kessel.
9. Dominique Lebrun, Le Roman des phares, éd. France Loisirs.
10. Thora van Male, L'Esprit de la lettre, éd. Alternatives.
11. Hélène Maurel-Indart (universitaire), Plagiats, les coulisses de l'écriture, éd. La Différence.
12. Jérôme Picon, Correspondance de Marcel Proust, éd. Flammarion.
13. Jacqueline de Romilly, Dans le jardin des mots, éd. de Fallois. Cent chroniques publiées depuis 1998 sur son amour de la langue française.

#### Philosophie
1. Jean Baudrillard (sociologue), Pourquoi n'a-t-il pas disparu ?, coll. Les Cahiers de l'Herne. L'Homme.
2. Nicole Fabre, Les Paradoxes du pardon, éd. Albin Michel.
3. René Girard, De la violence à la divinité, éd. Grasset, octobre.
4. René Girard, Achever Clausewitz, éd. Carnets Nord (octobre).
5. Axel Kahn, L'Homme, ce roseau pensant, Nil Éditions. Essai sur le thème « misère et grandeur de l'homme » d'un point de vue de la génétique.
6. Jean Lebrun, La Perversion ordinaire, éd. Denoël. L'incidence des sociétés sur la vie psychique des individus.
7. Michela Marzano (philosophe), La Philosophie du corps, éd. P.U.F.. Les paradoxes de notre rapport au corps et la manière dont chaque époque invite à le repenser.
8. Michela Marzano (philosophe), La Mort spectacle. Enquête sur l'"horreur-réalité", éd. Gallimard. Les ressorts de la fascination morbide de scènes de torture voire d'exécution.
9. Blanche de Richemont, Éloge du désir, Presses de la Renaissance.
10. Peter Sloterdijk (allemand), Colère et temps, traduit par Olivier Mannoni, éd. Libella / Maren Sell. Analyse des formes bibliques, anarchistes, léninistes, fascistes et maoïstes de la colère et de son expression, la vengeance.
11. Pierre-Henri Tavoillot, Philosophie des âges de la vie, éd. Grasset.
12. Nathalie Zaltzman, « L'Esprit du mal », Éditions de l'Olivier, revue penser/rêver, octobre

#### Politique
1. Miguel Amorós, Durruti dans le labyrinthe, Éditions de l'Encyclopédie des Nuisances. Analyse des dilemmes politiques auxquels fit face l'anarchiste espagnol Buenaventura Durruti durant la Révolution espagnole de 1936.
2. Benjamin Barber (journaliste américain), Comment le capitalisme nous infantilise, éd. Fayard. Le capitalisme n'est plus qu'une vaste entreprise de manipulation de l'homme consommateur.
3. Miguel Benasayag et Angélique del Rey, Éloge du conflit, éd. La Découverte. L'interdiction des conflits par les sociétés contemporaines amène à la violence généralisée.
4. Alain de Benoist, Carl Schmitt actuel, éd. Krisis.
5. Isaiah Berlin (penseur libéral américain), La Liberté et ses traîtres, éd. Payot. Ré-interprétation des œuvres des théoriciens des Lumières et du romantisme, à partir de ses conférences données dans les années 1950.
6. Marc Breviglieri et Vincenzo Cicchelli, Adolescences méditerranéennes : L'espace public à petit pas, éd. l'Harmattan.
7. Alain Brossat, Le Sacre de la démocratie, tableau clinique d'une pandémie. Un pamphlet contre l'« absolutisme démocratique » contemporain.
8. Lester Brown, préface de Nicolas Hulot, Le Plan B. Pour un pacte écologique mondial, éd. Calmann-Lévy.
9. Bill Clinton (américain), Donner - Comment chacun de nous peut changer le monde, Éd. Odile Jacob. Pourquoi donner, quoi, à qui, comment ?
10. Jérôme Cordelier, Ceux qui s'engagent. Ils éduquent, ils logent, ils soignent, ils emploient, ils donnent…, éd. Perrin, éd. 225 p..
11. Youssef Courbage (démographe) et Emmanuel Todd (historien), Le Rendez-vous des civilisations, Éd. Seuil, La République des idées. Une vision relativement pacifiée de l'avenir.
12. Xavier Darcos, Tacite : ses vérités sont les nôtres, éd. Jean-Paul Chapuzet. Essai sur le thème "la morale politique n'est pas forcément un oxymore".
13. Régis Debray, L'Obscénité démocratique, éd. Flammarion.
14. Chahdortt Djavann (irano-française), A mon corps défendant, l’Occident, éd. Flammarion.
15. F. William Engdahl, Pétrole, une guerre d'un siècle, éd. Jean-Cyrille Godefroy.
16. John Kenneth Galbraith (américain), Économie hétérodoxe, éd. Le Seuil. Réédition des principaux essais de ce grand économiste, universitaire et homme politique.
17. Christian Gerondeau, Écologie, la grande arnaque, éd. Albin Michel. Un livre contre « le terrorisme intellectuel et le règne sans partage du politiquement correct de l'écologie ».
18. Georges Habache, Les Révolutionnaires ne meurent jamais, conversations avec Georges Malbrunot, éd. Fayard, coll. « Témoignages pour l'Histoire ». Son testament politique donné quelque temps avant son décès.
19. Florence Hartmann (journaliste), Paix et châtiment - Les guerres secrètes de la politique et de la justice internationale, Éd. Flammarion.
20. Marc Joly, Le Mythe Jean Monnet, éd. CNRS. Mythe fondateur de l'UE mais masque d'une idéologie antinationale et antidémocratique.
21. Jean de Kervasdoué, Les Prêcheurs de l'apocalypse. Pour en finir avec les délires écologiques et sanitaires, éd. Plon.
22. Pierre Lassieur, L'Arrivée de la Turquie : Commentaire critique de son histoire, éd. Jacques Granger.
23. Benny Lévy (philosophe), Pouvoir et liberté, éd. Verdier. Ses notations de 1975 à 1980 autour du thème de la « révolution ».
24. Émile Malet, préface de Jacques Barrot, Mobilités et vie contemporaine, Champ social éditions. Sur le thème de la mobilité et des exigences environnementales.
25. Jean-François Mattei, L'Homme en quête d'humanité, éd. Presses de la Renaissance. Une réflexion sur les droits de l'Homme et l'humanité.
26. Jean-Claude Michéa, L'Empire du moindre mal, éd. Flammarion, coll. « Climats ». Critique de la modernité, du libéralisme et du libertarianisme, sur la base de la pensée de John Rawls, d'Orwell et de Christopher Lasch.
27. Cécile Renouard (enseignante en éthique sociale), La Responsabilité éthique des multinationales, éd. PUF.
28. Olivier Roy (directeur de recherche au CNRS), Le Croissant et le Chaos, éd. Hachette littératures, coll. "Tap.".
29. Jacques de Saint Victor, Les Racines de la liberté - Le débat français oublié, 1689-1789, éd. Perrin. Un essai sur les origines du discours de la liberté lors du siècle avant la révolution et l'histoire des intellectuels (Fénelon, Boulainvilliers, Saint-Simond, Montesquieu, Turgot, Mably).
30. Pierre-André Taguieff (philosophe), Les Contre-Réactionnaires. Le Progressisme entre illusion et imposture, éd. Denoël.
31. Hubert Védrine, Continuer l'Histoire, éd. Fayard.
32. Jordi Vidal, Servitude et simulacre, éd. Allia. Une critique des post-modernes de gauche (Michel Foucault, Jacques Derrida) par un philosophe de gauche adepte de « l'esprit des lumières ».
33. Dominique de Villepin, Le Soleil noir de la puissance, 1796-1807, éd. Perrin, coll. Tempus.

#### Politique en France
1. Entretien avec Claude Askolovitch (journaliste du Nouvel Observateur) : Rachida Dati, Je vous fais juges, éd. Grasset.
2. Jacques Attali, Une brève histoire de l'avenir, éd. Fayard. Réflexions et perspectives.
3. Raphaëlle Bacqué et Ariane Chemin, La Femme fatale, éd. Albin Michel. Sur la campagne de Ségolène Royal.
4. François Bayrou, Projet d'espoir, éd. Plon, mars.
5. Azouz Begag, Un Mouton dans la baignoire, éd. Fayard.
6. Daniel Bensaïd, Éloge de la politique profane, éd. Albin Michel. Par un théoricien du mouvement trotskiste.
7. Éric Besson, Qui connaît Madame Royal, éd. Grasset, mars.
8. Christiane Chombeau, Le Pen fille & père, éd. du Panama.
9. Laurent Cohen-Tanugi, Le Droit sans l'État, nouvelle édition, éd. PUF.
10. Lionel Cottu (journaliste à France 3), Rachida Dati, une ambition française, First éditions.
11. Michel Crozier (sociologue) avec Bruno Tilliette, Nouveau Regard sur la société française, Éd. Odile Jacob.
12. Patrick Gaboriau et Daniel Terrolle, SDF - Critique du prêt-à-penser, Éd. Privat.
13. Gérard Gachet, La France sans complexe, éd. du Rocher. Sujets d'actualité entre janvier 2002 et novembre 2006 par un journaliste politique.
14. Jacques Généreux, Pourquoi la droite est dangereuse.
15. Bernard Godard et Sylvie Taussig, Les Musulmans en France. Courants, institutions, communautés : un état des lieux, éd. Robert Laffont. Une radiographie encyclopédique de l'Islam en France.
16. Michel Godet, Le Courage du bon sens, éd. Odile Jacob. Les syndicats français face à l'intérêt général.
17. Mario Alberti, Gospé et Sempiny, Le petit Nicolas, Ségolène et les copains, éd. du Rocher. Un pastiche de la présidentielle 2007 dans une cour de récréation sous forme de B.D.
18. Gospé et Sempiny, Le petit Nicolas à l'Élysée, éd. du Rocher. Un pastiche sous forme de B.D de la nouvelle présidence.
19. Bruno Jeudy et Ludovic Vigogne, Nicolas Sarkozy, de Neuilly à l'Élysée, éd. L'Atelier. -pol.
20. Jean Lassalle, La parole donnée, éd. Le Cherche Midi. Sa vie, son œuvre, par le très remuant député béarnais.
21. Jean-Luc Mélenchon (PS), En quête de gauche : Après la défaite, éd. Balland. Contre la dérive réformiste du Parti socialiste français et pour un retour aux valeurs de gauche.
22. Massimo Nava (journaliste italien), Sarkozy, l'homme de fer, préface de Sergio Romano, éd. Michalon.
23. Catherine Nay, Un pouvoir nommé désir, éd. Grasset, janvier.
24. Ghislaine Ottenheimer, Carnets de campagne, éd. Le Seuil.
25. Pierre Péan, L'Inconnu de l'Élysée, éd. Fayard, février.
26. Philippe Reinhard, Histoire secrète d'une élection, éd. First.
27. Yasmina Reza, L'Aube le soir ou la nuit, éd. Flammarion / Albin Michel, août. Recueil d'observations et de réflexions sur la campagne présidentielle de Nicolas Sarkozy. En deux mois le livre s'est vendu à plus de 270 000 exemplaires.
28. Ségolène Royal, Maintenant, éd. Hachette, avril.
29. Pascal Salin (universitaire), Français, n'ayez pas peur du libéralisme, éd. Odile Jacob.
30. Nicolas Sarkozy, Témoignage, éd. XO
31. Nicolas Sarkozy, Ensemble, éd. XO, avril.
32. Jean Sévillia, Moralement correct : recherche valeurs désespérément, éd. Perrin.
33. Yvan Stéfanovitch, Aux frais de la princesse : Enquête sur les privilégiés de la République, éd. Lattès.
34. Rose-Marie van Leberghe, Oui, la réforme est possible, éd. Albin Michel. Réflexions sur la réforme du service public par la directrice des Hôpitaux de Paris.
35. Simone Veil, Une vie, éd. Stock.
36. Chronique d'une défaite, éd. XO.

#### Religions
1. Abou Daouda Boureïma, Les 50 Rabbana, éd. al-Bouraq. Les invocations des prophètes transmises dans le Coran.
2. Jacques Arnould, Dieu versus Darwin - Les créationnistes vont-ils triompher de la science, éd. Albin Michel.
3. Gilles Bernheim et Philippe Barbarin, Le Rabbin et le Cardinal, éd. Stock.
4. Frédéric Lenoir (direcetur du Monde des religions), Le Christ philosophe, éd. Plon.
5. Dorian Malovic, Mgr Zen, un homme en colère. Entretien avec le cardinal de Hong-Kong, éd. Bayard. Le porte-parole des chrétiens chinois sans voix.
6. al-Nawawî, Les Hadith Qudsî, éd. al-Bouraq. Les paroles sacrées transmises directement par Dieu au prophète Mahomet.
7. Caroline Pigozzi, Ambassadeurs de Dieu, éd. Desclée de Brouwer. Interviews de douze grands religieux.
8. Andrea Riccardi (historien italien), Vivre ensemble, éd. Desclée De Brouwer. Communauté catholique Sant'Egidio.
9. Odon Vallet (historien), Dieu n'est pas mort… mais il est un peu malade, éd. Bayard.
10. André Vingt-Trois (archevêque de Paris), Croire, espérer, aimer, éd. Presses de la Renaissance.
11. René Laurentin (dir.), Patrick Sbalchiero (dir.) et al. (préf. cardinal Roger Etchegaray), Dictionnaire des « apparitions » de la Vierge Marie, Fayard. Cet ouvrage est composé de 2 400 notices recensant toutes les apparitions historiques de la Vierge Marie dans cinquante pays.

#### Société, sociologie
1. Michèle Agrapart-Delmas (psychocriminologue), De l'expertise criminelle au profilage. Témoignage d'une psychocriminelle sur la piste des grands meurtriers, éd. Favre.
2. Professeur Jean Constantin, Halte au cannabis, éd. Odile Jacob.
3. Serge Daniel, Les Routes clandestines, éd. Hachette Littéraires. Voyage au cœur de l'immigration clandestine.
4. Serge Hefez, Dans le cœur des hommes, éd. Hachette essais. Qu'elle est la place des hommes ?
5. Cécile Ladjali, Mauvaise langue, éd. Le Seuil. Une étude sur le jargon techno-marchand de la publicité et du SMS.

### Nouvelles
1. Charles D'Ambrosio, Le Musée des poissons morts, traduit par France Camus-Pichon, éd. Albin Michel, mai. Les détresses quotidiennes.
2. Charles D'Ambrosio, Orphelins, traduit par France Camus-Pichon, éd. Albin Michel, mai.
3. Pierre Autin-Grenier, L'Ange au gilet rouge, éd. L'Arpenteur, 153p., huit nouvelles de terreur dans un monde fantastique proche du Jardin des délices de Jérôme Bosch.
4. Pierre Bourgeade (textes) et Willem (dessins), Rêves de femmes, éd. Tristram. Des portraits de femme.
5. Geneviève Brisac, 52 ou la seconde vie, éd. de l'Olivier. 52 nouvelles sur le quotidien compliqué d'un groupe de femmes.
6. Christian Caujolle, Circonstances particulières - Histoires, éd. Actes Sud. Onze nouvelles sur le rapport à l'image.
7. Vincenzo Cerami, Le Syndrome de Tourette, traduit par Monique Baccelli, éd. du Rocher. Vingt-six nouvelles autour de ce trouble neurologique.
8. Hélène Frappat, L'Agent de liaison, éd. Allia.
9. Charles Gancel, Scalpels, éd. Buchet-Chastel. Dix nouvelles sur le thème de la honte et des situations embarrassantes.
10. Régis Jauffret, Microfictions, éd. Gallimard / NRF. Cinq cents histoires tragi-comiques.
11. Thom Jones (américain), Coup de froid, éd. Albin Michel (États-Unis, 1995). Recueil de dix nouvelles sur les déshérités.
12. Mathias Malzieu, La Mécanique du cœur, éd. Flammarion. Conte.
13. Gonzague Saint-Bris, Histoires d'été, éd. Télémaque. Quarante conq récits.
14. Georges Simenon, Tout Maigret, tome IX, Éditions Omnibus. 8 Maigret (1968-1970), Maigret hésite, Maigret et le marchand de vin, Maigret et monsieur Charles, Maigret et le tueur, La Folle de Maigret, L'Ami d'enfance de Maigret, Maigret et l'indicateur, Maigret et l'homme tout seul.
15. Colombe Schneck, Sa petite chérie (premier roman), éd. Stock, décembre.
16. Nicolas Vanier, Contes du Grand Nord, éd. Flammarion.
17. Ornela Vorpsi (albanaise), Vert Venin, traduit de l'italien par Nathalie Bauer, éd. Actes Sud, janvier.
18. Seize auteurs réunis dans une anthologie : Bienvenue à Z. et autres nouvelles de l'Est, éd. Noir sur blanc. Seize auteurs venant d'Europe de l'Est.

### Poésie
1. L'Année poétique 2007, éd. Seghers. Cent vingt-cinq poèmes contemporains.
2. Guillaume Apollinaire, Je pense à toi mon Lou, éd. Textuel. Écrits publiés pour la première fois et commentés par l'universitaire Laurence Campa.
3. Linda Maria Baros (Roumaine), La Maison en lames de rasoir, Éditions Cheyne, prix Guillaume-Apollinaire de la poésie.
4. Christian Bobin, La Dame blanche, éd. Gallimard, coll. L'un et l'autre.
5. Patrice Desbiens, En temps et lieux, éd. L'Oie de Cravan.
6. Claude Esteban, La Mort à distance (posth.), Gallimard
7. Louise Gaggini, Les Enfants sont la mémoire des hommes, éd. Multitudes. Un conte poétique au profit de l'Unicef.
8. Jean Grosjean, Arpèges et paraboles, éd. Gallimard.
9. Jean Orizet, Anthologie de la poésie française, éd. Larousse.
10. Christian Poslianec, Duos d'amour, éd. Seghers. Anthologie des plus beaux poèmes d'amour.
11. Dejan Stojanović (serbe), Ples vremena (La danse du temps), Konras, Belgrade[1].
12. Serge Venturini, Éclats d’une poétique du devenir posthumain, 2000-2007, (Livre II), Éditions L'Harmattan, coll. « Poètes des cinq continents », Paris (paru en mai).

### Publications
1. Bill Bryson, Histoire de tout, ou presque, traduit par Françoise Bouillot, éd. Payot. Un livre de vulgarisation scientifique. Prix Aventis du meilleur livre de vulgarisation scientifique et prix Descartes pour la communication scientifique décerné par l’Union européenne.
2. Jean-François Dérec (humoriste), Mes pensées à moi. Arme de distraction massive, éd. Plon.
3. Ghislain de Diesbach de Belleroche : Petit dictionnaire des idées mal reçues, éd. Via Romana.
4. Jacques Dutronc, Encore !, éd. Le Cherche Midi. Recueil de pensées.
5. Céline Giraud, J'ai été volée à mes parents, éd. Flammarion.
6. Sébastien Godefroy, La Maraude, éd. Citadelle.
7. François Guérif, Ciné miscellanées, éd. Payot.
8. Bernard Guetta et Jean Lacouture, Le Monde est mon métier, éd. Grasset.
9. Johnny Hallyday et Jean Basselin, Rock'n'Roule, motos de légende, voitures de rêves, éd. Arthéléna, Le Seuil.
10. Philippe Katerine, Doublez votre mémoire, éd. Denoël.
11. Kim Sang Lan, L'Art du maedup - Nœuds coréens, éd. Fleurus.
12. Frédéric Lewino, Tuez-vous les uns les autres : La vie et la mort chez nos amies les bêtes, éd. Grasset & Fasquelle, mai. Une sociologie des animaux.
13. Jean-Marie Del Moral, Vivre Bohème, éd. Aubanel. Un voyage chez les gitans.
14. Jonathan Nossiter, Le Goût et le pouvoir, éd. Grasset.
15. Sven Ortoli et Michel Eltchaninoff, Manuel de survie dans les dîners en ville, éd. Le Seuil.
16. Zandra Rhodes, Mode vintage, éd. de Lodi. Toute la mode depuis la Belle Époque à la fin des années 1980.
17. Georges-Antoine Ventillard, Almanach Vermot 2008, éd. Ventillard.
18. Henriette Walter (linguiste) et Pierre Avenas, La Mystérieuse Histoire du nom des oiseaux, éd. Robert Laffont. 260 oiseaux.

#### Gastronomie et alimentation
1. Maurice Beaudoin, Le Livre d'or de la gastronomie française, éd. du Pont Neuf. Soixante adresses coups de cœur du chroniqueur gastronomique.
2. Kéda Black, La Boîte à gâteaux, éd. Marabout. 320 recettes gourmandes dans une livre sous forme de boîte à gâteaux.
3. Michel Chabran, Mes saisons gourmandes, éd. de l'Archipel. 50 recettes illustrées.
4. Laure de Chantal, À la table des Anciens, guide de cuisine antique, éd. Les Belles Lettres.
5. Valérie Desgranchamps et Étienne Heimermann, Les Toques blanches lyonnaise, éd. Stéphane Bachès. Histoire de la gastronomie lyonnaise et 70 recettes illustrées.
6. Alain Ducasse, Grand Livre de cuisine, livre collectif avec soixante chefs cuisiniers, éd. Alain Ducasse. Cin cents recettes contemporaines du monde entier.
7. Christian Étienne, Fables, recettes de Christian Étienne d'après Jean de La Fontaine, photos de Mary-Laëtitia Gerval, éd. Délirium. Un hommage de la cuisine à la poésie.
8. Nicolas Fichot, Le Cahier retrouvé de Sœur Marie M. revisité par des chefs d'aujourd'hui, éd. Belin Herscher. Les recettes d'une grande dame de la cuisine des années 1940.
9. Claude Fischler et Estelle Masson, Manger. Français, Européens et Américains face à l'alimentation, éd. Odile Jacob.
10. Jean Froc, Balade au pays des fromages, Quae.
11. Pierre Gagnaire et Hervé This, Alchimistes aux fourneaux, photos de Rip Hopkins, éd. Flammarion. Basé sur un texte du XVIIe siècle, Délices de la campagne.
12. Pierrick Jégu et Pierre-François Couderc, Les Terrasses d'Uriage-les-Bains, coll. Le Verre et l'assiette. 46 recettes illustrées.
13. Jean-Charles Karmann, Tout fromage, Minerva Genève.
14. Marianne Magnier Moreno, Olivier Malingue (photographies), Éclairs, éd. Marabout. Prix du meilleur livre de desserts du monde in Gourmand Cookbook Awards.
15. Jean-Marie Pinçon, Le Champagne dans l'art, Thalia édition. Une sélection de 71 œuvres de peintres.
16. Emmanuel Renaut et Isabelle Hintzy, La Montagne et le cuisinier, éd. Aubanel. Ses trucs et ses fournisseurs.
17. Stéphane Reynaud, Ripailles, éd. Marabout. Cuisines traditionnelles.
18. Ben Schott (américain), Les Miscellanées culinaires de Mr. Schott, traduit par Bioris Donné, éd. Allia.
19. Kilien Stengel, Le Petit Quiz du vin, Éditions Dunod (groupe Hachette livre),

#### Guides
1. Guide du Routard Chine 2007/2008, Hachette Touri.
2. Guide du Routard Norvège, Suède, Danemark 2007/2008, Hachette Touri.
3. Guide du Routard Pologne et capitales baltes : 2007-2008, Hachette.
4. Guide Michelin France 2007, Michelin Éditions des Voyages, Guide rouge
5. Guide officiel du voyage - Rugby Coupe du monde 2007, éd. Hachette tourisme.
6. Second Life, le guide officiel, préface de Philip Rosedale, éd. Pearson.
7. Fruitiers au jardin bio, éd. Terre vivante.
8. Consommateurs, déjouez les arnaques, éd. Mieux vivre votre argent, coll. Les essentielles.
9. Le Guide des donations, éd. Marabout.
10. 1000 modèles de lettres et de contrats, éd. Pratt.
11. Le Guide fiscal Matthieu, Firts éd.
12. Corrado Augias, Les Secrets de Rome, éd. du Rocher. Une promenade dans les lieux connus et moins connus de Rome.
13. Martine Camillieri (plasticienne), Détourner les emballages, éd. Tana, septembre.
14. Martine Camillieri (plasticienne) et Angélique Villeneuve, Petits bouquets de cuisine, éd. Tana, mai.
15. Thomas Clerc, Paris, Musée du XXIe siècle - Le dixième arrondissement, éd. L'Arbalète Gallimard.
16. Jean-Pierre Coffe, Les Arbres et arbustes que j'aime, éd. Plon. Guide de Jardinage.
17. Joseph Conrad (explorateur, 1857-1924), Du goût des voyages suivi de Carnets du Congo, éd. des Équateurs. Deux récits inédits.
18. Guy Dittrich, Fashion Hotels, éd. teNeues Publishing Company. Les hôtels les plus design de la planète.
19. Olivier Germain-Thomas, Le Bénarès-Kyoto, éd. du Rocher.
20. Paul Starosta et Jacques Senders, Coquillages, éd. du Seuil. Les coquillages, une merveille de la nature par deux collectionneurs.
21. Philippe Vasset, Un livre blanc, éd. Fayard. Sortir des sentiers battus à Paris.
22. Pierre Vermeren, Le Maroc, éd. Le Cavalier Bleu.
23. Olivier Weber, photographies de Reza, Sur les routes de la soie, éd. Hoëbeke.

#### Mass-médias
1. Anrew Bailey, Cinéma now, avec DVD, éd. Taschen.
2. Laurent Bourdon, Dictionnaire Hitchcock, préfacé par Claude Chabrol, éd. Larousse.
3. Jean-Pierre Busca et Guy Jacquemelle, Quand le commerce fait son cinéma…, Les Éditions du Mécène. Cent cinquante films ayant le commerce pour sujet.
4. Sous la direction de Agnès Chauveau et de Yannick Dehée, Dictionnaire de la Télévision française, couverture de Cabu, éd. Nouveau Monde.
5. Pascal Colrat (photographe), Quatre jours à Beyrouth, préface Michèle Champenois, éd. Textuel. Photos prises à Beyrouth lors de l'été 2006.
6. Paule Coudert, Dieddouchka, éd. Belfond. Les mémoires d'une journaliste.
7. Federico Fellini, Le Livre de mes rêves, éd. Flammarion. Retranscription de ses rêves depuis la fin des années 1960 à 1990.
8. Jacqueline Monsigny et Edward Meeks, Le Roman du Festival de Cannes, éd. du Rocher.
9. Bruno Mouron et Pascal Rostain (journalistes), Scoop, éd. Flammarion.
10. Gérard Oberlé, La vie est ainsi fête, éd. Grasset. 56 lettres chroniques rédigées pour France Musique entre 2000 et 2004.
11. Nicolas de Rabaudy (universitaire), Nos fabuleuses années Paris Match, éd. Scali. Les mémoires d'un journaliste.
12. Gérald de Roquemaurel, La Presse dans le sang, éd. Robert Laffont. Les mémoires d'un journaliste qui dirigea Télé 7 Jours, Paris Match et Elle.
13. Stephen J. Sansweet et Peter Vilmur, Star Wars, le livre-culte, éd. Nathan. Toute la genèse de « Star Wars ».
14. Martin Winckler, Le Meilleur des séries. Une anthologie des séries TV.

#### Mémoires & témoignages
1. Íngrid Betancourt, Mélanie et Lorenzo Delloye-Betancourt, préface d'Elie Wiesel, Lettres à maman, éd. Le Seuil. Intégrale de la dernière lettre d'Ingrid Betancourt et la réponse de ses enfants.
2. Christian Caujolle, Circonstances particulières - Souvenirs, éd. Actes Sud. La petite histoire de « grandes photos » avec leur histoire et leurs secrets.
3. Eugène Chaplin (suisse), Le Manoir de mon père, éd. Ramsay.
4. Xavier Chimits et Pedro Inigo Yanez, Le Garage de Franquin, éd. Marsu Productions.
5. Pierre Dac, L'Os à Moelle (années 1938 et 1939), Éditions Omnibus.
6. Joseph Laporte, Mon voyage en Égypte et en Syrie, carnet d'un jeune soldat de Bonaparte, éd. PUF et Fondation Martin-Bodmer, Coll. « Sources ».
7. Naguib Mahfouz (égyptien) interviews de Ragâ'Al-Naqqâch, célèbre écrivain et critique littéraire du monde arabe : p. de mémoires, traduit par Marie-France Saad Sindbad, éd. Actes Sud. Ces entretiens ont eu lieu de 1990 à 1991, au Caire.
8. Sarah Mower, Gucci by Gucci, éd. Mondadori Electa. Sélection d'images extraites des archives privées de la maison Gucci depuis 1921.
9. Amos Oz (écrivain israélien), Vie et mort en quatre rimes, éd. Gallimard. Entretiens.
10. Gitta Sereny, Au fond des ténèbres. Un bourreau parle : Franz Stangi, commandant de Treblinka, éd. Denoël. Réédition d'entretiens. Une réflexion sur la dissolution de la responsabilité.

#### Santé
1. Muriel Darmon, Devenir anorexique - Une approche sociologique, éd. La Découverte.
2. Catherine Grangeard, Obésités, éd. Calmann-Levy.
3. Claude Gudin, Une histoire naturelle du poil, éd. Panama.
4. Boris Hansel (endocrinologue), préface Jean-Marie Le Guen, Surveillez votre ventre. Attention au syndrome de la bedaine !, éd. Hachette Pratique. Maigrir en changeant ses habitudes.
5. Gilles Hiobergary, Connaître, cueillir, utiliser les plantes médicinales des Alpes, éd. Arthéma.
6. Henri Rozenbaum (gynécologue et endocrinologue), Ménopause, la vérité sur les hormones, éd. J. Lyon. À la suite du vent de panique qui a soufflé sur le traitement hormonal substitutif de la ménopause. Étude du cas américain et comparaison avec la France.
7. David Servan-Schreiber, Anticancer. Prévenir et lutter grâce à nos défenses naturelles, éd. Robert Laffont.

#### Sociologie et psychologie
1. F. Ausserre et A. Hamon : Michel Fourniret et Monique Olivier, un couple de criminels, éd. Anne Carrière.
2. Lytta Basset (suissesse), Ce lien qui ne meurt jamais, éd. Albin Michel. Théologienne protestante, après le suicide de son fils en 2001, elle a vécu une expérience spirituelle extraordinaire avec des apparitions.
3. Béatrice Copper-Royer (psychologue), Premiers émois, premières amours, éd. Albin Michel, février.
4. Liliane Daligand (psychiatre), Violences conjugales en guise d'amour, éd. Albin Michel.
5. Christian David, Le Mélancolique sans mélancolie, éd. de l'Olivier, Penser/Rêver, octobre.
6. Nora Ephron (américaine), J'ai un problème avec mon cou ! et autres considérations sur la vie de femme traduit par Aleth Paluel-Marmont, éd. Plon. Chroniques et considérations sur la vie de femme et les affres du vieillissement au quotidien publiées dans divers magazines. no 1 des ventes aux États-Unis.
7. Jean-Pierre Gattégno, Sur le divan, éd. Calmann-Lévy. Son expérience de douze années de sa propre psychanalyse.
8. sous la direction de Michel Gribinski, Que veut une femme ?, éd. de l'Olivier, Penser/Rêver, octobre.
9. Serge Hefez, Dans le cœur des hommes, éd. Hachette Littératures. Qu'est-ce qu'être un homme aujourd'hui ?
10. Patrice Huerre (psychiatre), Place au jeu ! Jouer pour apprendre à vivre, éd. Nathan, coll.  L'enfance en questions, septembre.
11. Jean-Paul Kauffmann, La Maison du retour, éd. Nil. Sa reconstruction après trois ans de détention au Liban.
12. Jean-Claude Kaufmann, Agacements ou les petites guerres du couple, éd. Armand Colin. Sociologie des petites manies dans le couple.
13. Patrick Lemoine (psychiatre), S'ennuyer, quel bonheur !, éd. Armand Colin, juin. Un essai contre l'activisme forcé.
14. Marie Rose Moro (psychanalyste), Aimer ses enfants ici et ailleurs, éd. Odile Jacob.
15. Christine Orban, Petites phrases pour traverser la vie en cas de tempête, éd. Albin Michel.
16. Bernard Prieur et Sophie Guillou, L'argent dans le couple, peut-on s'aimer sans compter ?, éd. Albin Michel.
17. Nicole Prieur (psychanalyste), Raconte-moi d'où je viens, éd. Bayard.
18. Myriam Revault d'Allonnes, L'Homme compassionnel, éd. Le Seuil.
19. Véronique Tison, Secrets de famille et psychogénéalogie, éd. Autrement.

#### Sports
1. Pierre-Louis Basse, 19 secondes 83 centièmes, éd. stock.
2. Fabrice Bénichou, Putain de vie !, éd. Plon.
3. Philippe Brunel, Vie et mort de Marco Pantani, éd. Grasset.
4. Valéry de Buchet (journaliste), Manuel de rugby à l'usage des filles, éd. Midi olympique.
5. Nick Cain (gallois), Rugby, éd. Flammarion. Encyclopédie des coupes du monde.
6. Rolland Courbis, Pourquoi mentir ?, éd. Michel Lafon.
7. Brigitte Engammare, Musclez votre dos, éd. Ellébore.
8. Christian Laborde, Dictionnaire amoureux du Tour de France, éd. Plon.
9. Alix Philonenko, Mohammed Ali, un destin américain, éd. Bartillat.

### Récits
1. Cookie Allez, Sans sucres Ajoutés, éd. Buchet-Chastel, janvier.
2. Jacques-Pierre Amette, Un été chez Voltaire, éd. Albin Michel.
3. Marc Augé, Casablanca, Éd. du Seuil Une promenade autour du film mythique Casablanca.
4. Natacha Illum Berg (suédoise), Un thé sur le divan bleu, traduit par B. Cohen, éd. Robert Laffont. Roman autobiographique se passant en Tanzanie.
5. Jacques A. Bertrand, J'aime pas les autres, éd. Julliard. Roman autobiographique, Prix Georges-Brassens.
6. Bernard du Boucheron, Chien des os, éd. Gallimard, coll. Blanche, janvier.
7. Patrick Cauvin, Venge-moi !, éd. Albin Michel.
8. Agnès Célérier, Va, tu as plus important à faire (premier roman), éd. Le Temps des Cerises, octobre Prix Roger-Vaillant 2007.
9. Jacques Chessex (suisse), Le Vampire de Ropraz, éd. Fayard. Un roman noir dans un village suisse.
10. Jean-Laurent Caillaud, Se croiser sans se voir, éd. Presses de la Renaissance.
11. Jean-François Deniau, L'Oubli, éd. Plon. Un roman en partie autobiographique.
12. Gerald Durrell, Ma famille et autres animaux, éd. Gallmeister, janvier.
13. David Foenkinos, Qui se souvient de David Foenkinos ?, éd. Gallimard Prix de la Rentrée et prix du jury Jean-Giono.
14. Simonetta Greggio (italienne), Col de l'ange, éd. Stock.
15. Célia Houdart, Les Merveilles du monde, éd. P.O.L..
16. Maylis de Kerangal, Dans les rapides, éd. Naïve.
17. Catherine Klein, Sa fille, éd. Bernard Pascuito (quatrième roman).
18. Gilles Leroy, Alabama Song, éd. Mercure de France. L'histoire de la passion destructrice entre Scott Fitzgerald et sa femme Zelda.
19. Michèle Lesbre, Le Canapé rouge, éd. Sabine Wespieser. Récit de voyage à bord du Transsibérien.
20. Alain Mabanckou (congolais), Lettre à Jimmy, éd. Fayard.
21. Minh Tran Huy, La Princesse et la pêcheur (premier roman), éd. Actes Sud. Une amitié amoureuse sur fond de Viêt Nam.
22. Guillaume Noyelle, Jeune Professionnel, éd. Bartillat. Une comédie sur le monde du travail.
23. René de Obaldia, Fugue à Waterloo, éd. Grasset.
24. Véronique Olmi, Sa passion, éd. Grasset & Fasquelle.
25. Florence Noiville (journaliste), La Donation, éd. Stock.
26. Jean-Marc Parisis, Avant, pendant, après, éd. Stock. Autopsie d'une histoire d'amour.
27. Michel Picard, Matantemma, éd. Buchet Chastel.
28. Zahia Rahmani (franco-algérienne), France, récit d'une enfance (second roman), éd. Sabine Wespieser. Une enfance entre l'Algérie et la France.
29. Knud Romer (danois), Cochon d'Allemand, traduit par Elena Balzamo, éd. Les Allusifs. Histoire d'un ostracisme.
30. Philippe Roth, Un homme, éd. Gallimard. Une réflexion sur la vie, la vieillesse et la mort.
31. Colombe Schneck (américaine), Sa petite chérie, éd. Stock.
32. Amanda Sthers, Madeleine, éd. Stock. Une histoire d'amour à Brest.
33. Sha-Bai (chinoise), Petite-Fleur, éd. de l'Aube. Le quotidien d'une famille chinoise clandestine en France.

### Romans

#### Auteurs francophones
1. Olivier Adam, À l'abri de rien, éd. de l'Olivier. Premier prix de l'Île aux livres et prix roman France-Télévisions. L'histoire d'une descente aux enfers.
2. Vassilis Alexakis (grec), Ap. J.-C., éd. Stock.
3. Metin Arditi (suisso), La Fille des Louganis, éd. Actes Sud. Prix du roman « Version Fémina »-Virgin Megastore.
4. Pierre Assouline, Le Portrait, éd. Gallimard.
5. Dominique Barbéris, Quelque chose à cacher, éd. Gallimard, août. Prix des Deux-Magots 2008.
6. Muriel Barbery, L'Élégance du hérisson, éd. Gallimard. Prix des libraires.
7. Frédéric Beigbeder, Au secours pardon, éd. Grasset (juin).
8. Stéphane Bern, Plus belle sera la vie, éd. Plon, mai. La vie de Marie Henzel.
9. Maïté Bernard, Et toujours en été (premier roman), éd. Le Passage.
10. Philippe Besson, Se résoudre aux adieux, éd. Julliard. Les affres de la passion au féminin sous forme épistolaire.
11. Julien Blanc-Gras, Comment devenir un dieu vivant, éd. Au Diable Vauvert.
12. Denise Bombardier (québécoise), Edna, Irma et Gloria, éd. Albin Michel. Saga d'une famille de Montréal au XXe siècle.
13. Valérie Bonnier, Toutes les rousses ne sont pas des sorcières, éd. du Rocher (juin).
14. Clémence Boulouque, Nuit ouverte, éd. Flammarion.
15. Françoise Bourdin, Un cadeau inespéré, éd. Belfond.
16. Sandrine Bürki, Jacques a dit (premier roman), éd. La Société des écrivains.
17. Colette Cambier (psychothérapeute belge), Le Jeudi à Ostende (premier roman), éd. Le Castor astral. L'histoire d'une famille.
18. Julien Capron, Amende honorable, éd. Flammarion. roman politico-policier.
19. Georges-Olivier Châteaureynaud, L'Autre rive, éd. Grasset.
20. Philippe Claudel, Le Rapport de Brodeck - Je m'appelle Brodeck et je n'y suis pour rien, éd. Stock. Roman noir sur un meurtre dans un village de l'Est de la France à la fin de la seconde guerre mondiale.
21. Michaël Cohen, Ça commence par la fin, éd. Julliard.
22. Richard Collasse, La Trace, éd. du Seuil. Roman autobiographique qui a connu un grand succès au Japon en 2006.
23. Solenn Colleter, Je suis morte et je n'ai rien appris (premier roman), éd. Albin Michel. Sur le thème du bizutage.
24. Vincent Crouzet (expert en géostratégie), Villa Nirvana (troisième roman), éd. Flammarion. Roman d'espionnage en Afrique du Sud.
25. Charles Dantzig, Je m'appelle François, éd. Grasset & Fasquelle, août.
26. Jacques Darcanges, Les Grands dîners d'automne, éd. de l'Orme.
27. Marie Darrieussecq, Tom est mort, éd. P.O.L.
28. Vincent Delecroix, La Chaussure sur le toit, éd. Gallimard. Roman sur le thème de la solitude des êtres.
29. Louise Desbrusses, Couronnes, boucliers, armures, éd. POL.
30. Isabelle Desesquelles, La mer l'emportera, éd. Flammarion.
31. Christophe Donner, Un roi sans lendemain, éd. Grasset. Prix Découverte-Le Figaro Magazine-Fouquet's.
32. Geneviève Dormann, La Passion selon saint Jules, éd. Albin Michel, mai.
33. Jean-Paul Dubois, Hommes entre eux, éd. de l'Olivier, janvier.
34. Marc Dugain, Une exécution ordinaire, éd. Gallimard. Roman sur la tragédie du sous-marin nucléaire soviétique « Koursk ».
35. Alain Dugrand, Insurgés, éd. Fayard. Roman sur l'esprit de résistance dans la Drôme depuis les huguenots jusqu'aux partisans.
36. Claude Duneton, La Chienne de ma vie, éd. Buchet Chastel.
37. Clara Dupont-Monod, La Passion selon Juette (troisième roman), éd. Grasset. La vie d'une croyante insoumise, douée de visions et d'extases au XIIe siècle.
38. Benoît Duteurtre, La Cité heureuse, éd. Fayard
39. Jean Dutourd, Leporello, éd. Plon
40. Jacques Expert, La Femme du monstre (premier roman), éd. Anne Carrière. Le couple d'un monstre qui se révèle. Prix des Romancières 2008.
41. Nicolas Fargues, Beau rôle, éd. P.O.L..
42. Lorraine Fouchet, Place Furstenberg, éd. Robert Laffont. Secrets de famille.
43. Lionel Froissart, Les Boxeurs finissent mal… en général, éd. Héloïse d'Ormesson.
44. Danièle Georget, Goodbye Mister Président, éd. Plon.
45. Franz-Olivier Giesbert, L'Immortel, éd. Flammarion Noir. Vengeance dans le milieu marseillais des années 1970.
46. Valentine Goby, L'Échappée, éd. Gallimard.
47. Philippe Grimbert, Un secret, éd. LGF.
48. Pauline Guéna, Pannonica (deuxième roman), éd. Robert Laffont. Une biographie du pianiste de jazz Thelonious Monk à travers trois points de vue différents.
49. Jean-François Guilloux, Les Ronces, éd. de l'Orme.
50. Fariba Hachtroudi, J'ai épousé Johnny à Notre-Dame de Sion, éd. Le Seuil.
51. Yannick Haenel, L'Infini, éd. Gallimard.
52. Charles Hervé-Gruyer, La Femme feuille, éd. Albin Michel. Conte ethnologique et initiatique se déroulant en Guyane.
53. Stéphane Hoffmann, Des filles qui dansent, éd. Albin Michel.
54. Stéphanie Janicot, Le Privilège des rêveurs, éd. Albin Michel. Une histoire de couple.
55. Dorothée Janin, La Vie sur terre (premier roman), éd. Denoël. Un couple décortiqué.
56. Alain Jessua, La Vie à l'envers, éd. Léo Scheer. Un roman inédit des années 1960.
57. Joseph Joffo, Incertain sourire, éd. de Fallois. Recueil de petites histoires et de fables allégoriques. Un hymne aux valeurs humanistes.
58. Brigitte Kernel, Fais-moi oublier, éd. Flammarion.
59. Aysseline de Lardemelle, Douleur de peau, éd. Presse de la Renaissance. Une histoire d'amour de type Roméeo et Juliette.
60. Camille Laurens, Ni toi ni moi, éd. P.O.L.
61. Hervé Le Tellier, Je m'attache très facilement, éd. Mille et une nuits, janvier.
62. Julien Lefebvre, Le Signe de l'Ogre, éd. In libro Veritas.
63. Michèle Lesbre, Le Canapé rouge, éd. Sabine Wiespieser.
64. Dominique Lin, Toca Leòn !, éd. Élan Sud.
65. Marc Levy, Mes amis, mes amours, éd. Pocket, mars.
66. Henri Lœvenbruck, Le Syndrome Copernic, éd. Flammarion.
67. Francis Malka, Le Jardinier de monsieur Chaos, éd. Hurtubise HMH. Finaliste au grand prix de la relève littéraire Archambault et au prix France-Québec, prix du jury. Un jeune jardinier témoigne de son implication dans la disparition de plusieurs habitants d'un village.
68. Mathias Malzieu, La Mécanique du Cœur, éd. Flammarion.
69. Gilles Martin-Chauffier, Une Vraie parisienne, éd. Grasset. Roman ethnologique sur le petit monde des médias à Paris.
70. Carole Martinez, Le Cœur cousu (premier roman), éd. Gallimard, février. Huit prix dont le prix Renaudot des lycéens.
71. Patrick Modiano, Dans le café de la jeunesse perdue, éd. Gallimard.
72. Nadine Monfils, Babylone Drean, éd. Belfond. Prix Polar.
73. Cyril Montana, La Faute à Mick Jagger, éd. La Dilettante. Prix de Janvier 2008 des Espaces culturels Leclerc.
74. Wilfried N'Sondé, Le Cœur des enfants léopards, éd. Actes Sud. Prix des Cinq continents de la francophonie.
75. Irène Némirovsky, Chaleur du sang, éd. Denoël. Deuxième roman retrouvé d'Irène Némirovsky, morte à Auschwitz en 1942.
76. Éric Neuhoff, Pension alimentaire, éd. Albin Michel. Un épisode autobiographique et nombriliste.
77. Eugène Nicole (canadien), Alaska, éd. de l'Olivier. Un épisode autobiographique dans le Grand Nord.
78. Gaëlle Nohant : L'Ancre des rêves (premier roman), éd. Robert Laffont.
79. Amélie Nothomb, Ni d'Ève ni d'Adam, éd. Albin Michel.
80. Patric Nottret, Mort sur la forêt, éd. Robert-Laffont.
81. Christophe Ono-Dit-Biot Birmane, éd. Plon. Prix Évasion
82. Jean d'Ormesson, Odeur du temps, éd. Héloïse d'Ormesson.
83. Jean d'Ormesson, La Vie ne suffit pas, éd. Robert Laffont.
84. Estienne d'Orves, Aux origines du mal, éd. XO. Roman sur le nazisme.
85. Jean-Marc Parisis, Avant, pendant, après, éd. Stock. Prix Roger-Nimier.
86. Bernadette Pécassou-Camebrac, La Villa Belza, éd. Flammarion. Roman d'amour au Pays basque dans les années 1920.
87. Pierre Pelot, Les Normales saisonnières, éd. Héloïse d'Ormesson.
88. Daniel Pennac, Chagrin d'école, éd. Gallimard, octobre Prix Renaudot 2007.
89. Jean Pérol, Le Soleil se couche à Nippori, éd. La Différence. Un roman d'initiation à la culture japonaise et à l'amour.
90. Cypora Petitjean-Cerf, Le Corps de Liane, éd. Stock. L'histoire d'une adolescente anorexique et obsessionnelle.
91. Olivier Poivre d'Arvor et Patrick Poivre d'Arvor, Jai tant rêvé de toi, éd. Albin Michel.
92. Claude Pujade-Renaud, Le Désert de la grâce, éd. Actes Sud. Un roman mettant en lumière le rôle des femmes dans le jansénisme.
93. Yann Queffélec, L'Amour est fou, éd. Fayard. Roman en partie autobiographique, suite de Ma première femme et L'Amante.
94. Yann Queffélec, Le Plus Heureux des hommes, éd. Fayard.
95. Pascal Quignard, La Nuit sexuelle, éd. Flammarion. Texte érotico-obsessionnel sur le désir, la chair et la mort, accompagné d'une belle iconographie.
96. Pascal Rabuteau, Les Faveurs de Sophie, éd. Privat.
97. Éric Reinhardt, Cendrillon, éd. Stock.
98. Yasmina Reza, L'Aube le soir ou la nuit, éd. Flammarion.
99. Nathalie Rheims, Journal intime, éd. Stock.
100. Jennifer D. Richard, Bleu poussière : ou la véritable histoire de Kaël Tallas, éd. Robert Laffont, février.
101. Alain Robbe-Grillet, Un roman sentimental, éd. Fayard.
102. Jean Rolin, L'Explosion de la durite, éd. P.O.L, octobre.
103. Marianne Rubinstein, Le Journal de Yaël Koppman, éd. Sabine Wespieser. Le journal intime d'une universitaire.
104. Alix de Saint-André, Il n'y a pas de grandes personnes, éd. Gallimard. Sur les traces d'André Malraux.
105. Constance de Salm (1767-1845), Vingt-quatre heures d'une femme sensible (1824), éd. Phébus / Libretto.
106. Lydie Salvayre, Portrait de l'écrivain en animal domestique, éd. Seuil. Un monde du business cynique, amoral, vulgaire et pervers.
107. Raoul Sangla, Heures ouvrables et carnet de doute, éd. L'Harmattan, décembre.
108. Éric-Emmanuel Schmitt, La Rêveuse d'Ostende, éd. Albin Michel.
109. Jean-Marie Selosse, Les Tambours de Dieu, éd. Italiques.
110. David Serge, Gründlich, éd. Stock.
111. Christian Signol, Un matin sur la terre, éd. Albin Michel.
112. Marie Sizun, La Femme de l'Allemand, éd. Arléa, coll. 1er Mille, mars. Dans le Paris de l'après-guerre.
113. François Taillandier, La Grande intrigue, tome III : Il n'y a personne dans les tombes, éd. Stock.
114. Laurence Tardieu, Puisque rien ne dure, éd. Stock. Prix Prince-Maurice du roman d'amour.
115. Mathieu Terence, Techosmose, éd. Gallimard.
116. Jean Teulé, Le Magasin des suicides, éd. Julliard.
117. Alain Teulié, À part ça, les hommes vont bien…, éd. Plon.
118. Louis-Stéphane Ulysse, La Fondation Popa, éd. Panama.
119. Didier Van Cauwelaert, Le Père adopté, éd. Albin Michel. Roman autobiographique sur le père de l'auteur. Prix Marcel-Pagnol et prix Nice-Baie-des-Anges 2007.
120. Catherine Velle, Sœurs Chocolat, éd. Anne Carrière. Aventures de bonnes sœurs parties en Colombie pour acheter des fèves de cacao.
121. Delphine de Vigan, No et moi, éd. JC Lattès. La vie d'une adolescente surdouée.
122. Agathe Ward (pseudo), Télécruella, le psycho-paf et moi, éd. Fleuve noir. Roman en partie autobiographique sur la réalité des rapports humains à la télé.
123. Anne Wiazemsky, Jeune fille, éd. Gallimard, coll. Blanche, janvier. Prix Lilas. Les débuts au cinéma de la petite-fille de Mauriac.
124. Bernard Werber, Le Mystère des dieux, série Nous les Dieux, vol. 3, éd. Albin Michel.
125. Iris Wong, Héroïque (premier roman), éd. Stock. Sur le thème de l'adolescence féminine.
126. Sara Yalda (iranienne), Regard persan (premier roman), éd. Grasset & Fasquelle, septembre.
127. Francis Zamponi, Le Boucher de Guelma, éd. Le Seuil. Roman noir sur les émeutes nationalistes algériennes à Sétif.
128. Aurore Guitry, Les Petites morsures, Calmann-Lévy.

#### Auteurs traduits
1. Amir Aczel (israélien), Le Carnet secret de Descartes, éd. Lattès. Roman Historico-ésotérique à la manière du « Da Vinci Code. »
2. Monica Ali (anglaise), Café Paraiso, traduit par Isabelle Maillet, éd. Belfond.
3. Rajaa Alsanea (saoudienne), Les Filles de Riyad, traduit par Simon Corthay et Charlotte Woillez, éd. Plon. Le monde secret de l'amour dans la société saoudienne.
4. Martin Amis (anglais), Chien jaune, éd. Gallimard. Les travers du monde moderne.
5. Aharon Appelfeld (israélien), Badenheim 1939, éd. de l'Olivier, octobre.
6. Alessandro Baricco (italien), Cette histoire-là, traduit par Françoise Brun, éd. Gallimard.
7. Julian Barnes (anglais), Arthur et George, traduit par Jean-Pierre Aoustin, éd. Mercure de France.
8. Colin Bateman (irlandais), Turbulences catholiques, éd. Gallimard, série noire. Roman noir ésotérique.
9. David Bergen (canadien), Un passé envahi d'ombres, éd. Albin Michel. Un roman sur la guerre du Viêt Nam.
10. Chetan Bhagat (hi) (indien), Une nuit@thecallcenter, éd. Stock.
11. Stephen Clarke (anglais), God save les Françaises, traduit par Bernard Cohen, Nil éditions.
12. Susanna Clarke (anglaise), Jonathan Strange & Mr Norrell, éd. Robert Laffont. Roman fantastique sur la magie. Plus de deux millions de vente dans les pays anglophones. Prix du roman de l'année 2005 (Time Magazine), prix Locus du meilleur premier roman. Traduit dans dix-sept langues.
13. Jonathan Coe, La Femme de hasard, éd. Gallimard. Les illusions perdues d'une adolescente.
14. Karen Connelly (canadienne), La Cage aux lézards (premier roman), traduit par Sylviane Lamoine, éd. Buchet-Chastel. Roman sur la tragédie birmane et sur l'esprit du bouddhisme.
15. Joseph Connolly, L'Amour est une chose étrange, éd. Flammarion. Une grande tragédie familiale dans la société anglaise de l'après-guerre.
16. Patricia Cornwell (américaine), Tolérance zéro, éd. Les 2 Terres.
17. Justin Cronin (américain), Quand revient l'été, traduit par Pierre Charras, éd. Mercure de France, mai.
18. Yasmin Crowther (irano-anglaise), Mazareh mon amour (premier roman), traduit par Isabelle Maillet, éd. Rivages. Écartelée entre deux cultures.
19. Rachel Cusk (anglaise), Arlington Park, traduit par J. de Mazères, éd. L'Olivier. Le mal-être de femmes dans leur vie quotidienne.
20. Helen Dunmore (anglaise), La Maison des orphelins
21. Lucía Etxebarria, Un miracle en équilibre (édition originelle 2004), traduit par Nicolas Véron, éd. 10x18,. Prix Planeta 2004.
22. Lucía Etxebarria, Cosmofobia (édition originelle 2005), traduit par Maïder Lafourcade et Nicolas Véron, éd. Héloïse d'Ormesson.
23. William Faulkner (américain, 1897-1962), Les Snopes, re-éd. Gallimard, coll. Quatro. Trilogie regroupant Le Hameau, La Ville et Le Domaine.
24. Joy Fielding (canadien), Si tu reviens, traduit par C. Bouchareine, éd. Robert Laffont.
25. Jonathan Franzen, La Zone d'inconfort, éd. de l'Olivier, août. Un autoportrait d’un enfant de la classe moyenne, dans  l’Amérique turbulente des années 1970.
26. Nikki Gemmell (américaine), Anatomie d'un crime, éd. Presses de la cité.
27. Elizabeth George (américaine), La Mariée mise à nu, éd. Au Diable Vauvert. Les révélations d'une jeune épouse.
28. Terry Goodkind (américain) :
  1. L'Épée de vérité 6 : La Foi des réprouvés, éd. Bragelonne (éd. US 2000).
  2. L'Épée de vérité 7 : Les Piliers de la Création, éd. Bragelonne (éd. US 2001).
29. Jill Gregory et Karen Tintori (américain), Les 36 justes, éd. Michel Lafon
30. Mark Haddon (anglais), Une situation légèrement délicate, traduit par Odile Demange, Nil Éditions. Roman humoristique.
31. Jim Harrison (américain), Retour en terre, traduit par Brice Matthieussent, éd. Christian Bourgeois. Une sorte de suite de son précédent roman De Marquette à Veracruz, l'histoire d'un parricide et une réflexion sur la disparition d'un être cher.
32. Mary Higgins Clark (américaine), Le Roman de George et Martha, éd. Albin Michel.
33. Susan Hill (anglaise), Où rodent les hommes, traduit par Johan Frédérik Hel Guedj, éd. Best-Sellers/Robert Laffont. Un roman policier, second volet d'une trilogie dont le premier tome est Meurtres à Lafferton.
34. Khaled Hosseini (américano-afghan), Mille soleils splendides (deuxième roman), éd. Belfond. Les malheurs des femmes sous le régime des Talibans.
35. Duong Thu Huong (Vietnamienne), Terre des oublis, éd. Sabine Wespieser. Une femme face à la tradition.
36. Anoshi Irani (indien), Le Chant de la cité sans tristesse, éd. Philippe Rey.
37. Fiona Kidman (néo-zélandaise), Rescapée, éd. Sabine Wespieser. La vie des premiers colons entre l'Australie et la Nouvelle-Zélande.
38. Natsuo Kirino (japonaise), Monstrueux, éd. Le Seuil. Thriller dans une société malade de ses monstres ordinaires.
39. Stieg Larsson (suédois), Millénium 3 : La Reine dans le palais des courants d'air, traduit par Lena Grumbach et Marc de Gouvenain, éd. Actes Sud, septembre.
40. John le Carré (anglais), Le Chant de la mission, traduit par Mimi et Isabelle Perrin, éd. Le Seuil. Espionnage et manœuvres politico-économiques au Congo.
41. Doris Lessing (anglaise), Un enfant de l'amour, éd. Flammarion.
42. Doris Lessing (anglaise), Vaincue par la brousse (1950), traduit par Doussia Ergaz, éd. Flammarion.
43. Albert Londres, Œuvres complètes, éd. Arléa.
44. Patricia MacDonald (américaine), Rapt de nuit, éd. Albin Michel.
45. Gemma Malley (anglaise), La Déclaration, éd. Naïve. Science-fiction.
46. Katarina Mazetti (suédoise), Entre Dieu et moi, c'est fini, éd. Gaïa.
47. Katarina Mazetti (suédoise), Les Larmes de Tarzan, éd. Gaïa.
48. Donald McCaig (américain), Le Clan Rhett Butler, Oh! Éditions. l'histoire de Autant en emporte le vent racontée par le capitaine Butler.
49. Colum McCann (irlandais), Zoli, traduit par Jean-Luc Piningre, éd. Belfond. L'histoire mythique d'une tzigane.
50. Cormac McCarthy (américain), La Route, éd. de l'Olivier. Conte apocalyptique, prix Pulitzer 2007.
51. Frank McCourt (écrivain) (irlandais), Teacher Man, éd. Belfond.
52. Jay McInerney (américain), La Belle vie, éd. de l'Olivier. Histoires de bobos new-yorkais.
53. Daniel Mendelsohn (américain), Les Disparus, traduit par Pierre Guglielmina, éd. Flammarion. Enquête sur la recherche d'une famille juive perdue lors de l'holocauste. Prix : National Jewish Book Award et National Book Critics Circle Award.
54. Dinaw Mengestu (éthiopien), Les belles choses que porte le ciel, éd. Albin Michel. Trois histoires d'immigration et d'intégration dans la société américaine.
55. Deborah Moggach (anglaise), Ces petites choses, traduit par Jean Bourdier, éd. Fallois, mars.
56. John O'Hara (américain, 1905-1970), La Fille sur le coffre à bagages, traduit par Caroline Didi, éd. Bernard Pascuito.
57. Michael Ondaatje (américain), Divisadero, traduit par Michel Lederer, éd. de l'Olivier.
58. Sergi Pàmies (catalan), Le Dernier livre de Sergi Pàmies, traduit par Edmond Raillard, éd. Jacqueline Chambon.
59. David Payne (américain), Wando Passo, éd. Belfond. Histoire d'une grande famille du Sud selon la technique narrative du « retour ».
60. Marisha Pessl (américaine), La Physique des catastrophes, traduit par Lætitia Devaux, éd. Gallimard.
61. Zoyâ Pirzâd (iranienne), On s'y fera, traduit du persan par Christophe Balaÿ, éd. Zulma. Un roman sur l'Iran d'aujourd'hui et sur les iraniennes.
62. Elisabetta Rasy (italienne), La Science des adieux, traduit par Nathalie Bauer, éd. Le Seuil. Roman basé sur la vie du poète Ossip Mandelstam et de sa muse Nadejda broyés par le régime soviétique sous Staline.
63. Nancy Reisman (américaine), Désirs humains, traduit par A. Hamel, éd. Phébus.
64. Marilynne Robinson (américaine), Gilead, traduit par Simon Baril, éd. Actes Sud. Ultimes confessions d'un vieux pasteur de l'Iowa témoin de trois générations d'habitants de la petite ville.
65. Tatiana de Rosnay (franco-britannique), Elle s'appelait Sarah, éd. Héloïse d'Ormesson. Son neuvième roman, une histoire d'enfants juifs lors du Vél' d'Hiv.
66. Walter Scott (anglais), Ivanhoé et autres romans, éd. La Pléiade, Gallimard.
67. Walter Scott (anglais), Redgauntlet, éd. La Pléiade, Gallimard, deux volumes.
68. Diane Setterfield (anglaise), Le Treizième conte, traduit par Claude et Jean Demanuelli, éd. Plon. Roman dont la trame est bourrée de surprises et de fausses pistes.
69. Elif Shafak (turque), La Bâtarde d'Istanbul, traduit de l'américain par A Azoulay, éd. Phébus.
70. John Shors (américain), Sous un ciel de marbre, traduit par V. Buhl, éd. Buchet-Chastel. Roman sur la construction du Taj Mahal.
71. Zadie Smith (anglo-jamaïquaine), De la beauté, traduit par Philippe Aronson, éd. Gallimard (troisième roman). Luttes de pouvoir et de générations dans une université américaine.
72. Antonio Soler (espagnol), Le Chemin des Anglais, traduit par Françoise Rosset, éd. Albin Michel, coll. Les Grandes traductions, janvier.
73. Danielle Steel (américaine), Miracle, éd. Presses de la Cité. Une belle histoire à San Francisco.
74. Amy Tan (sino-américaine), Noyade interdite, traduit par Annick Le Goyat, éd. Buchet-Chastel, mai.
75. Tarun J. Tejpal, Loin de Chandigarth. Prix des libraires
76. Kerstin Thorvall (suédois), Le Sacrifice d'Hilma, éd. Le Serpent à Plumes. Roman social, premier tome d'une trilogie parue dans les années 1990.
77. Kerstin Thorvall (suédois), Les Années d'ombre, traduit du suédois par Martine Desbureaux, éd. Le Serpent à plumes. Deuxième tome de la trilogie.
78. Thrity Umrigar (indien), Tous ces silences entre nous, éd. Flammarion.
79. Zoé Valdés (cubaine), L'Éternité de l'instant, traduit par Albert Bensoussan, éd. Gallimard. Sur le thème de l'exil et des déchirures.
80. Simona Vinci (italienne), Chambre 411, traduit par V. Raynaud, éd. Robert Laffont. La narration d'un amour passionné mais désespéré.
81. Ayelet Waldman (américaine), Mercredi au parc, éd. Robert Laffont. Un roman sur le thème de la famille recomposée.
82. Martin Winckler (américain), Le Numéro 7, éd. Le Cherche Midi. Roman apocalyptique sur le sida et la recherche.
83. Irvin Yalom (américain), Et Nietzsche a pleuré, Galaade éditions. La rencontre et la cure mutuelle fictives entre  le docteur Josef Breuer et le philosophe Friedrich Nietzsche à Vienne en 1882.

#### Romans historiques
1. Michèle Barrière (historienne), Natures mortes au Vatican, Éd. Agnès Viénot. Au centre de l'intrigue, le peintre Giuseppe Arcimboldo, un roman policier gastronomique dans la Rome de la Renaissance.
2. Edward George Bulwer-Lytton (1803-1873, anglais), Les Derniers jours de Pompéi, traduit par H. Lucas, éd. Les Belles lettres. Le premier péplum romantique.
3. Jesse Byock (universitaire américain), L'Islande des Vikings, traduit par Béatrice Bonne, préface de Jacques Le Goff, éd. Flammarion. L'importance de la loi dans les sagas islandaises.
4. Alain Casabona et Patrick Renaudot, Le Grenier aux merveilles : Suivi de Le Chef-d'œuvre inconnu, Éditions du Rocher. Récit d'une ballade du XVIe au XXe siècle aux Grands-Augustins.
5. Henriette Chardak, L'Énigme Pythagore, éd. Presses de la Renaissance. Roman historique.
6. Edgar Laurence Doctorow (américain), La Marche, traduit par J. Huet et J.-P. Carasso, éd. L'Olivier. Roman sur la marche destructrice des troupes du général Sherman à travers la Géorgie et les deux Caroline en 1864-1865.
7. Jean Dutourd, Leporello, éd. Plon. Roman sur les libertins du XVIIe siècle.
8. Frédéric H. Fajardie, Le Conseil des troubles, éd. Lattès. Roman historique sous Louis XIV.
9. Gonzague Saint Bris, Les Romans de Venise, éd. du Rocher.
10. Gore Vidal (américain), Création, traduit par Brice Matthieussent, éd. Galaade. À travers les mémoires romancées d'un ambassadeur perse, petit-fils de Zoroastre (-445), narration de ses voyages (Inde, Grèce), de ses rencontres (Bouddha, Lao-Tseu, Périclès) et des guerres médiques. Une méditation sur les civilisations naissantes.

#### Romans policiers et thrillers
1. A.D.G., J'ai déjà donné (livre posthume), éd. Le Dilettante. Polar noir.
2. Patrick Bauwen, L'Œil de Caine, éd. Albin Michel. Thriller, prix Carrefour du premier roman.
3. Boris Bergman, Viens là que je te tue ma belle, éd. Scali.
4. Pierre Bordage, Porteurs d'âmes, éd. Le Diable Vauvert. Thriller de science-fiction.
5. Harlan Coben (américain), Promets-moi, éd. Belfond. Roman noir.
6. Harlan Coben (américain), Temps mort, éd. Fleuve noir.
7. Philippe Collas, L'Ogre de Paris, série « Jean de la Fontaine, détective », éd. Plon. Thriller historique : un tueur en série fait régner la terreur dans le Paris de 1672.
8. Jean-Michel Cosson et Jean-Pierre Savignoni, L'Énigme de l'Auberge rouge, De Borée éd.
9. Pauline Delpech, Sous la neige noire, éd. Michel Lafon, janvier 2007 Un polar sanglant se déroulant en 1933-1934 dans un village des Alpes.
10. Rolo Diez (argentino-mexicain), Éclipse de lune, traduit du castillan par Alexandra Carrasco, éd. Fayard. Un roman noir sur des assassinats à Ciudad Juárez.
11. Philippe Doumenc, Contre-Enquête sur la mort d'Emma Bovary, éd. Actes Sud. Roman policier.
12. Carlo Fruttero (italien), Des femmes bien informées, éd. Robert Laffont. Roman policier de mœurs.
13. Jean-Pierre Gattégno, Avec vue sur le royaume, éd. Actes Sud. Un thriller psychanalytique.
14. Patrick Graham, L'Évangile selon Satan, éd. Anne Carrière. Un thriller entre Le silence des agneaux et l'Exorciste.
15. Sylvie Granotier, Tuer n'est pas jouer, éd. Albin Michel. Un roman sur le thème de la double identité.
16. Charles Haquet, Cargo, éd. Le Masque. Un thriller dans le monde des hackers du web.
17. John Harvey (anglais), De cendre et d'os, traduit par Jean-Paul Gratias, éd. Rivages, coll. thriller. Deuxième roman noir d'une trilogie.
18. David Hewson (anglais), Villa des mystères, éd. Le Cherche Midi. Roman policier se déroulant à Rome.
19. Arnaldur Indridason (islandais), La Femme en vert, éd. Métailié. Roman noir dans la banlieue de Reykjavik.
20. Pascale Kramer, Fracas, éd. Mercure de France.
21. Stieg Larsson, Millénium, tome 3 : La Reine dans le palais des courants d'air, éd. Actes Sud, coll. Actes noirs.
22. Denis Lépée, L'Ordre du monde, Timée Éditions. Roman noir historique et scientifique.
23. Raphaël Majan, Les Copropriétaires, éd. P.O.L.. Roman policier. Le commissaire Liberty enquête sur des meurtres qu'il commet lui-même.
24. Marcus Malte, Garden of Love, éd Zulma, janvier. Policier.
25. Gérald Messadié, Le Secret de l'Auberge rouge, éd. L'Archipel.
26. Liz Rigbey (américaine), La Saison de la chasse, éd. Belfond. Thriller.
27. Jean-Christophe Rufin, Le Parfum d'Adam, éd. Léo Scheer. Thriller au cœur de l'écologie radicale.
28. Frank Tallis (anglais), La Justice de l'inconscient, traduit par Michèle Valencia. Roman policier et psychiatrique dans la Vienne (Autriche) de 1902.
29. Franck Thilliez, La Mémoire fantôme, éd. Le Passage. Un thriller un cœur de la mémoire et des mathématiques.
30. Vladimir (pseudo), La Latitude de Pondichéry, éd. du Masque. Roman policier se déroulant lors des évènements de juillet 1830 en France.
31. Charlie Williams (anglais), Les Allongés, traduit par D. Lemoine, éd. Gallimard. Roman noir.
32. Don Winslow (américain), La Griffe du chien, éd. Fayard.

#### Livres pour la jeunesse
1. Richard Andrieux, José, éd. Héloïse d'Ormesson. Prix du premier roman.
2. Hubert Ben Kemoun, Ma mère m'épuise, éd. Hachette Jeunesse.
3. Édouard Brasey, La Petite Encyclopédie du merveilleux, éd. Le Pré aux clercs. Regroupement des trois livres Le Peuple de la lumière, Le Bestiaire fantastique et Les Peuples de l'ombre et retravaillé.
4. John Boyne, Le Garçon en pyjama rayé, éd. Gallimard Jeunesse, Folio junior. Le fils d'un officier nazi découvre les camps de concentration en 1942.
5. Pascal Bruckner, Mon petit mari, éd. Grasset.
6. Eoin Colfer, Fletcher mène l'enquête, éd. Gallimard Jeunesse.
7. Pierre Créac'h (texte et dessins), Le Silence de l'Opéra, éd. Sarbacane. Livre-CD, un garçon rencontre les fantômes de l'Opéra.
8. Jean-Marie Defossez, La Fiancée du désert, éd. Nathan poche aventure. Dans l'Italie de Mussolini, une jeune fille est obligée de fuir.
9. Sarah Dessen, Cette chanson-là, éd. Pocket Jeunesse. Une histoire d'amour.
10. Claude Duneton, La Chienne de ma vie, éd. Buchet-Chastel. Prix 30 millions d'amis.
11. Anne W. Faraggi (texte) Anne-Lise Boutin (illustration), Contes et mythes des Maasaï, éd. Actes Sud Junior.
12. Timothée de Fombelle, Tobbie Lolness, tome 1, éd. Gallimard Jeunesse. Aventures chez le peuple du Grand Chêne.
13. Jostein Gaarder, La Belle aux oranges, éd. Le Seuil Jeunesse.
14. Stephen Hawking (anglais), Georges et les secrets de l'univers, éd. Pocket jeunesse.
15. Lian Hearn (anglaise), Le Silence du rossignol, tome 1, « Le Clan des Otori », éd. Gallimard Jeunesse. Aventures dans le Japon médiéval.
16. Catherine Jentile, Mahaut, grand reporter, éd. Plon. Roman jeunesse.
17. Christina Kessler (américaine), Sur les traces de Siri Aang, éd. Flammarion. Les aventures d'une jeune Massaï.
18. Denis Lachaud, J'apprends l'allemand, éd. Actes Sud. Un jeune allemand élevé à Paris découvre ses racines.
19. Lois Lowry, Anastasia Krupnik, éd. L'École des loisirs.
20. David Mc Neil Jean-Luc Allart, Confisqué, éd. Panàma, album illustré.
21. Stephenie Meyer, Hésitation (saga Twilight, tome 3), éd. Hachette Roman.
22. Catherine Missonnier, Étranges connexions, éd. Rageot. Premier tome d'une trilogie d'anticipation, Les Gardiens du secret.
23. Robert Pince et Hélène Pince, L'encyclo à malices : Trucs, astuces, bricolages et infos étonnantes, éd. Plume de carotte.
24. Claude Pouzadoux, Contes et légendes de la mythologie grecque, éd. Nathan.
25. Philip Pullman, La Malédiction du rubis, tome 1, série « Sally Lockhart », éd. Gallimard Jeunesse.
26. Benoît Rittaud (texte) et Hélène Maurel (illustrations), Voyage au pays des nombres, éd. Le Pommier.
27. Anne Robillard, Les Chevaliers d'Émeraude, tome IX. La Justice céleste, éd. Montagne. Grand prix des lecteurs du Journal de Mickey.
28. Lemony Snicket (anglais), Tout commence mal, tome 1, série « Les Désastreuses aventures des orphelins de Baudelaire », éd. Nathan.
29. Nancy Springer, Les Enquêtes d'Enola Holmes, tome II : L'Affaire Lady Alistair, éd. Nathan. La petite sœur de Sherlock Holmes.
30. Alain Surget, Le Crime de l'Empereur, éd. Flammarion. Complots dans la Rome antique.
31. Nicolas Vanier, L'Odyssée sibérienne, éd. Nathan. Le récit de sa traversée du Grand Nord sibérien.
32. Odile Weulersse, Les Pilleurs de sarcophages, éd. Hachette Jeunesse. Les aventures d'un petit égyptien au temps des pharaons.
33. J. K. Rowling, Harry Potter et les reliques de la mort, septième et dernier tome de la saga de Harry Potter.
34. L'Encyclo à malices, éd. Plume de carotte. Un guide façon « castors juniors » avec 600 trucs, astuces et infos.
35. Mikaël Ollivier, Tout doit disparaître, éd. Thierry Magnier

### Théâtre
1. Jean Anouilh, Théâtre de Jean Anouilh, tome 1 et tome 2, éd. Gallimard, coll. « Bibliothèque de la Pléaïde ».
2. Valère Novarina, L'Acte Inconnu, pièce créée au Festival d'Avignon (Cour d'honneur).
3. Yasmina Reza, Le Dieu du carnage, éd. Albin Michel.
4. Théâtre pour rire de Labiche à Jarry, Éditions Omnibus.

## Prix littéraires

### Prix créés
- Le Prix de littérature politique Edgar-Faure destiné à récompenser le meilleur ouvrage politique de l’année
- Le Prix Roman de l'été Femme Actuelle créé par le magazine Femme Actuelle et les Éditions Les Nouveaux Auteurs
- Le Prix Raphaël Tardon créé par la municipalité du Prêcheur (Martinique), destiné à récompenser le meilleur ouvrage de littérature de jeunesse antillaise
- Le Prix Vol de nuit
- Le Prix Russophonie qui récompense la meilleure traduction d’un ouvrage littéraire du russe vers le français quelle que soit la nationalité de son auteur.

### Prix décernés
- Le prix Guillaume-Apollinaire de la poésie est attribué à Linda Maria Baros pour La Maison en lames de rasoir, Éditions Cheyne.
- Le prix de la bande dessinée est attribué à Patricia Lyfoung pour La Rose écarlate. J'irai où tu iras, éd. Delcourt.
- Le Prix Camões (14 mars)  est attribué à Antonio Lobo Antunes, écrivain portugais.
- Le Prix Chateaubriand histoire et littérature  est attribué à Marie-Françoise Baslez pour son livre Les Persécutions dans l'Antiquité, victimes, héros, martyrs, éd. Fayard.
- Le Prix des cinq continents de la francophonie est attribué à Wilfried N'Sondé pour Le Cœur des enfants léopards, éd. Actes Sud.
- Le prix Découverte-Le Figaro Magazine-Fouquet's est attribué à Christophe Donner pour Un roi sans lendemain. Mais il refuse son prix en déclarant : « Je ne peux accepter un prix pour lequel je n'étais pas sur la liste de départ »
- Le prix des Deux-Magots est attribué à Stéphane Audeguy pour Fils unique, éd. Gallimard.
- Le prix des Espaces culturels Édouard Leclerc et Télé 7 jours est attribué à Louise Desbrusses pour son roman Couronnes, boucliers, armures, éd. POL.
- Le prix Évasion est attribué à Christophe Ono-Dit-Biot pour Birmane, éd. Plon.
- Le prix Georges-Brassens  est attribué à Jacques A. Bertrand pour J'aime pas les autres.
- Le prix de l'Île aux livres est attribué à Olivier Adam pour À l'abri de rien, éd. de l'Olivier.
- Le prix Fémina est attribué à Éric Fottorino pour Baisers de cinéma, éd. Gallimard.
- Le grand prix du roman de l'Académie française : Ap. J.-C. de Vassilis Alexakis
- Le grand prix Jean-Giono est attribué à Jacques Chessex pour l'ensemble de son œuvre.
- Le prix du jury Jean-Giono est attribué à David Foenkinos pour Qui se souvient de David Foenkinos ?, éd. Gallimard.
- Le prix Goncourt est attribué à Gilles Leroy pour Alabama Song, éd. Mercure de France.
- Le prix des lecteurs est attribué à Blandine Le Callet pour Une pièce montée.
- Le prix des libraires est attribué à Muriel Barbery pour L'Élégance du hérisson.
- Le prix Kafka est attribué à Yves Bonnefoy à Prague.
- Le prix Lilas est attribué à Anne Wiazemsky pour Jeune fille, éd. Gallimard.
- Le prix des Maisons de la Presse  est attribué à Patrick Graham pour L'Évangile selon Satan, éd. Anne Carrière.
- Le prix Marcel-Pagnol  est attribué à Didier Van Cauwelaert pour Le Père adopté, éd. Albin Michel.
- Le prix Médicis du roman français : La Stratégie des antilopes de Jean Hatzfeld
- Le prix Nadar des Gens d'images est attribué à Gilles Mora pour La Photographie américaine 1958-1981, éd. Le Seuil.
- Le prix Nice-Baie-des-Anges  est attribué à Didier Van Cauwelaert pour Le Père adopté, éd. Albin Michel.
- Le prix Polar est attribué à Nadine Monfils pour Babylone Drean, éd. Belfond.
- Le prix du premier roman est attribué à Richard Andrieux pour José, éd. Héloïse d'Ormesson.
- Le prix du premier roman-Carrefour est attribué à Patrick Bauwen pour L'Œil de Caine, éd. Albin Michel.
- Le prix Prince-Maurice du roman d'amour est attribué à Laurence Tardieu pour Puisque rien ne dure, éd. Stock.
- Le prix Renaudot  est attribué à Daniel Pennac pour Chagrin d'école, éd. Gallimard.
- Le prix de la Rentrée est attribué à David Foenkinos pour Qui se souvient de David Foenkinos ?, éd. Gallimard.
- Le prix Révélation est attribué à Gérard Manset pour Les Petites Bottes vertes, éd. Gallimard.
- Le prix du roman France-Télévision est attribué à Olivier Adam pour À l'abri de rien, éd. de l'Olivier.
- Le prix du roman d'amour est attribué à Hervé Le Tellier pour Je m'attache très facilement, éd. Mille et une nuits.
- Le prix du roman « Version Fémina »-Virgin Megastore est attribué à Metin Arditi (suisse) pour La Fille des Louganis, éd. Actes Sud.
- Le Prix Russophonie est attribué à Jean-Baptiste Godon pour la traduction de Au Diable Vauvert d’Evgueni Zamiatine (éditions Verdier)
- Le prix Strega est attribué à Niccolo Ammaniti pour Come Dio comanda, éd. Mondadori.
- Le prix Stresa est décerné à Paolo Rumiz pour La leggenda dei monti naviganti, Feltrinelli
- Le prix du style est attribué à Louis-Stéphane Ulysse pour La Fondation Popa (Panama).
- Le prix Wepler-Fondation la Poste est attribué à Olivia Rosenthal pour On n'est pas là pour disparaître, éd. Verticales.
- Le prix de l'Union Latina (17 avril) est attribué à Mia Couto (mozambicain) pour Les Littératures romanes 2007.

## Décès
- 13 janvier : Henri-Jean Martin, 82 ans, historien du livre, universitaire et bibliothécaire français (né le 16 janvier 1924) ;
- 24 janvier : Jean-François Deniau, écrivain français (né le 31 octobre 1928) ;
- 16 février : Paule Laborie, poétesse française (née en 1911) ;
- 2 mars : Henri Troyat, 95 ans, écrivain français (né le 1er novembre 1911) ;
- 4 mars : Noël Copin, 76 ans, journaliste français et président d'honneur de Reporters sans frontières (né le 22 décembre 1929) ;
- 6 mars : Pierre Moinot, 86 ans, romancier français (né le 29 mars 1920) ;
- 5 avril : Brigitte Ondoa Essono, journaliste et écrivaine camerounaise et française.
- 9 avril : Egon Bondy, 77 ans, poète, philosophe, dramaturge et romancier tchèque (né le 20 janvier 1930).
- 11 avril : Kurt Vonnegut, auteur américain de science-fiction, mort à 84 ans.
- 14 avril : René Rémond, 89 ans, historien et politologue français (né en 1918)
- 25 mai, Pi Chun-deuk, essayiste, professeur de littérature anglaise et poète sud-coréen (né le 21 avril 1910).
- 28 mai : John Macquarrie, 87 ans, philosophe et théologien écossais, professeur à l'Université d'Oxford, (né le 27 juin 1919).
- 1er juin : Maria Marly de Oliveira, 71 ans, poétesse brésilienne (né le 11 juin 1935).
- 3 juin : Leonard Nathan, 82 ans, universitaire, poète, traducteur et critique littéraire américain, professeur de rhétorique à l'UCLA (né en 1924).
- 14 juin : Simone Kaya, 70 ans, romancière ivoirienne (née en 1937) ;
- 6 juillet : Kathleen Woodiwiss, romancière américaine (née le 3 juin 1939) ;
- 28 juillet : Isidore Isou, 82 ans, écrivain français d'origine roumaine, créateur du lettrisme (né le 29 janvier 1925) ;
- 23 août : Leif Hamre, 93 ans, écrivain norvégien (né le 9 août 1914).
- 10 novembre : Norman Mailer, 84 ans, écrivain américain (né le 31 janvier 1923)
- 12 novembre : Ira Levin, auteur américain de science-fiction, mort à 78 ans.
- 11 décembre : Fernanda Botelho, 81 ans, écrivain et poétesse portugaise (né le 1er décembre 1926).
- 15 décembre : Diane Middlebrook, 68 ans, écrivain et poétesse américaine (née le 16 avril 1939).
- 16 décembre : Karlheinz Schädlich, 76 ans, historien allemand (né en 1931).
- 18 décembre : Zbigniew Batko, 67 ans, écrivain, scénariste et traducteur polonais (né en 1940).
- 22 décembre : Julien Gracq, 97 ans, écrivain français.
- 29 décembre : Narciso de Andrade, 82 ans, écrivain, poète et journaliste brésilien (né le 20 juillet 1925).